# Tesla, Inc.

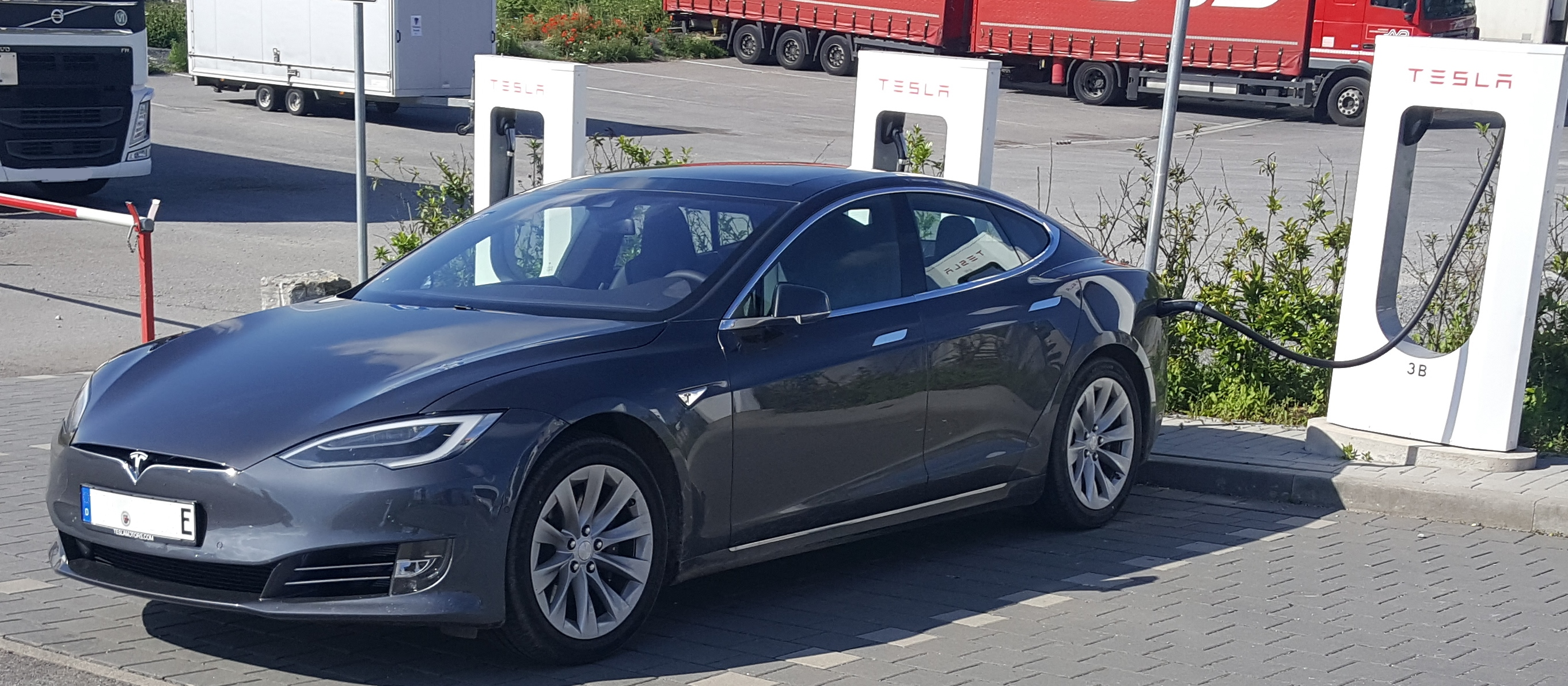
Model S an einem Tesla Supercharger

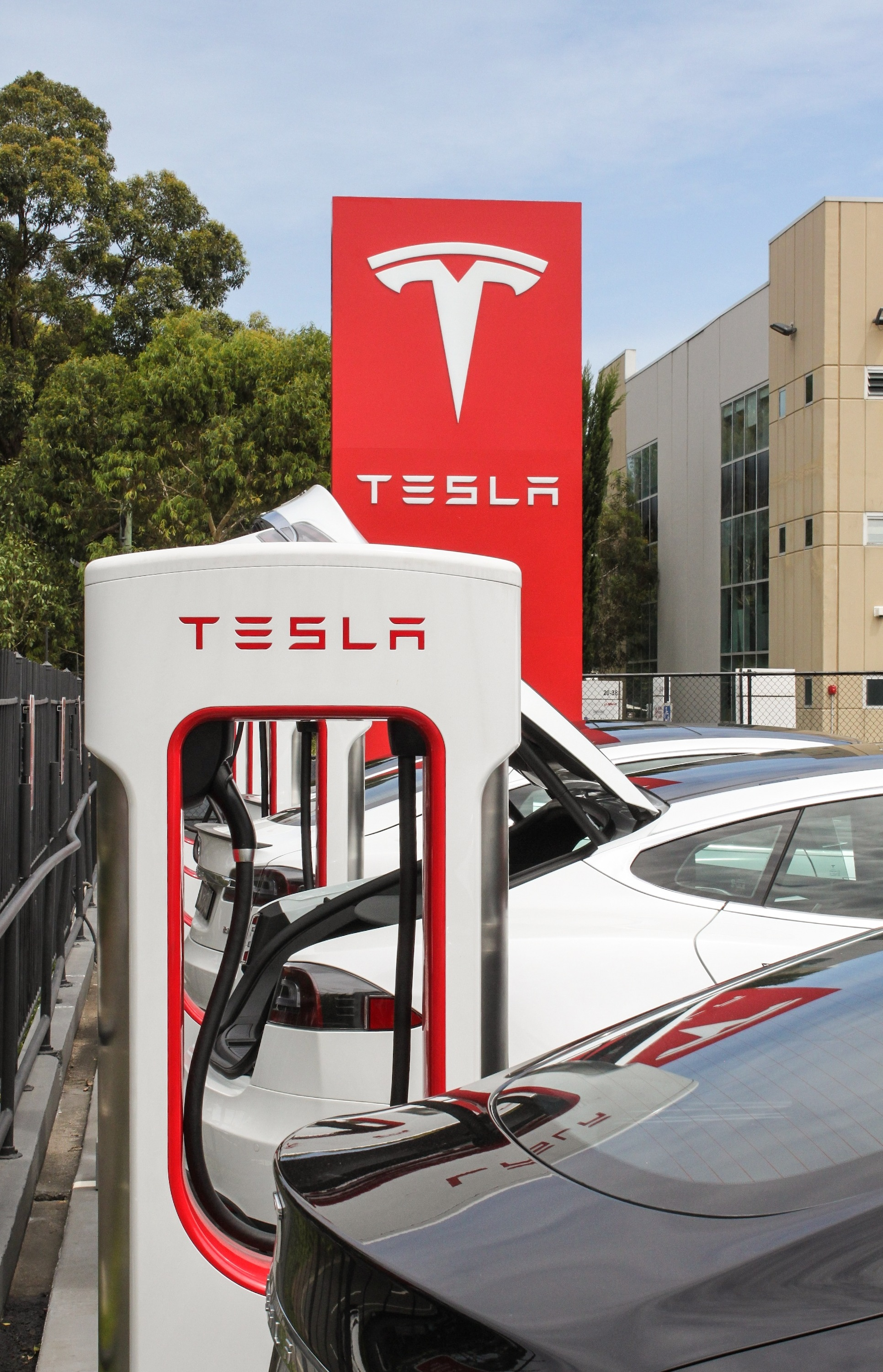
Das "T" im Logo von Tesla soll einen Sektor des Querschnitts eines Elektromotors darstellen und zugleich auf den Namen Tesla verweisen.

Tesla, Inc. (bis 1. Februar 2017 Tesla Motors) ist ein börsennotierter US-amerikanischer Autohersteller mit Sitz in Austin, der neben Elektroautos auch Batteriespeicher, Batterie-Speicherkraftwerke und Photovoltaikanlagen produziert. Gegründet wurde das Unternehmen im Jahr 2003 von Martin Eberhard und Marc Tarpenning, die 2008 ausschieden. Im Frühjahr 2004 stiegen Risikokapital-Investoren ein, Elon Musk wurde Aufsichtsratsvorsitzender, später Geschäftsführender Direktor (CEO) und ist seitdem prägende Figur von Tesla. Tesla unterhält (Stand: Oktober 2023) mehrere Produktionsstandorte in den Vereinigten Staaten, hinzu kommen eine Fabrik zur Endmontage in den Niederlanden (seit 2013) sowie jeweils eine sog. „Gigafactory“ in der Volksrepublik China (seit 2019) und Deutschland (seit 2022). 2022 beschäftigte das Unternehmen eigenen Angaben zufolge über 127.000 Mitarbeiter.

## Firmengeschichte, erste marktreife Elektroautomodelle
Ende 2003 hatten sich zwei unabhängige Teams gefunden, zum einen Martin Eberhard, Marc Tarpenning (die 2003 Tesla Motors gründeten) und Ian Wright, zum anderen Elon Musk und Jeffrey B. Straubel, die – vom Prototyp des von AC Propulsion entwickelten T-Zero inspiriert – einen kommerziellen Elektrowagen herausbringen wollten.

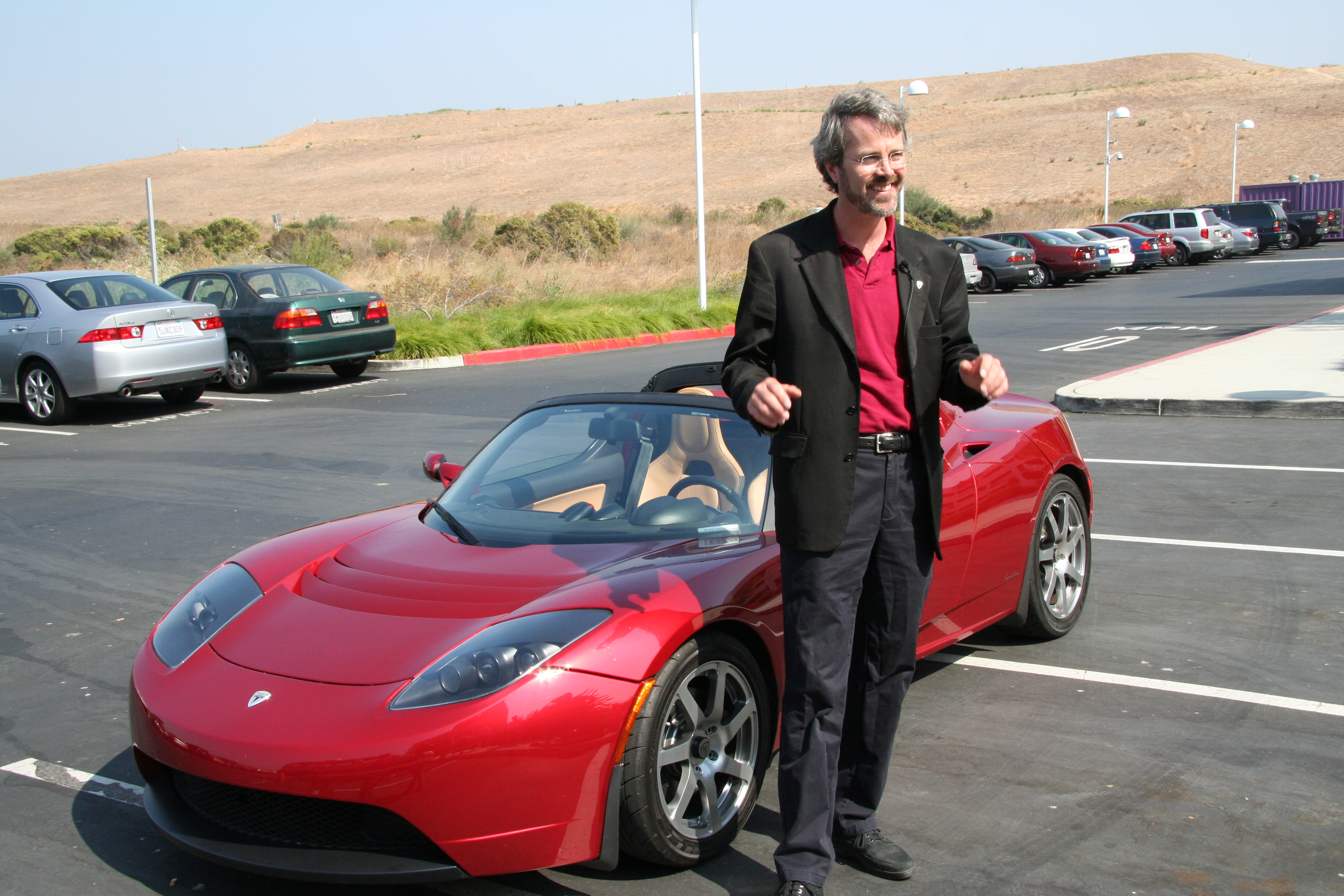
Martin Eberhard, Gründer von Tesla Motors

Der von 2008 bis 2012 gebaute Tesla Roadster war das weltweit erste elektrische Serienfahrzeug mit einem Batteriesystem aus Lithium-Ionen-Zellen. Es folgte die Entwicklung der Oberklasse-Limousine Model S. Ein Ableger davon ist das etwas größere Model X, eine Mischung aus SUV und Van mit Flügeltüren. Seit Mitte 2017 wird die Mittelklasse-Limousine Model 3 angeboten, seit 2019 das darauf basierende, etwas größere Model Y. Insgesamt hat Tesla bis Ende September 2023 rd. 4,8 Mio. Elektroautos hergestellt (Stand: Oktober 2023). In den USA lag Teslas Marktanteil bei Elektrofahrzeugen im 3. Quartal 2023 bei 50 Prozent. Das Model Y war 2022 weltweit das meistverkaufte Elektroauto, im Jahr 2023 (als erstes Elektroauto) das weltweit meistverkaufte Auto überhaupt, sowie auch 2024.

## Geschäftsfelder
Neben dem Geschäft mit Fahrzeugen bietet Tesla seit 2015 einen Batteriespeicher, die Tesla Powerwall, an; er wird in der Tesla Gigafactory 1 in Nevada hergestellt und von Tesla Solar (ehemals SolarCity) vertrieben. Zudem lieferte Tesla etwa 2011 bis 2015 unter anderem an Daimler und Toyota verschiedene Komponenten für deren elektrische Antriebsstränge.
Außerdem betreibt Tesla eines der weltweit größten Netze an Schnellladestationen, den Superchargern. In Deutschland existieren 3000, an 246 Standorten (Stand: März 2025).

## Name, Firmenlogo, Einfluss von Elon Musk
Der Firmenname ist an den Physiker und Erfinder Nikola Tesla angelehnt. Die Nutzungsrechte für die Marke Tesla erhielt das Unternehmen nach einer Übereinkunft mit der tschechischen Tesla Holding nach einem Markenrechtsstreit 2010.
Das Firmenlogo von Tesla ist ein T-förmiger Ausschnitt eines Querschnitts durch den Anker und den Stator mit Luftspalt eines Elektromotors, wie ihn Nikola Tesla entworfen hatte. Das Logo wurde vom Design-Unternehmen „RO-Studio“ kreiert.

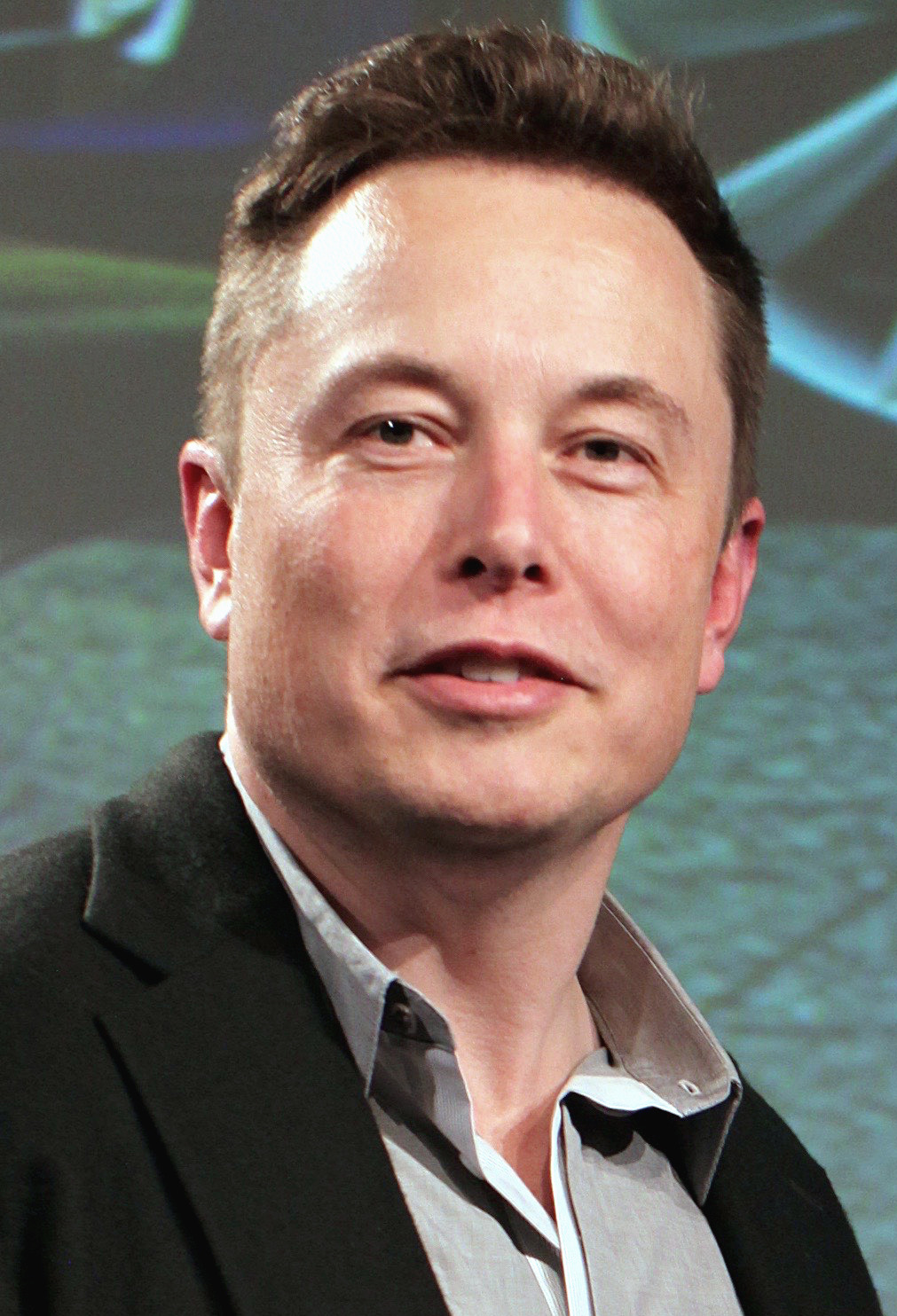
Elon Musk auf der Jahreshauptversammlung 2015 von Tesla in Mountain View, Kalifornien

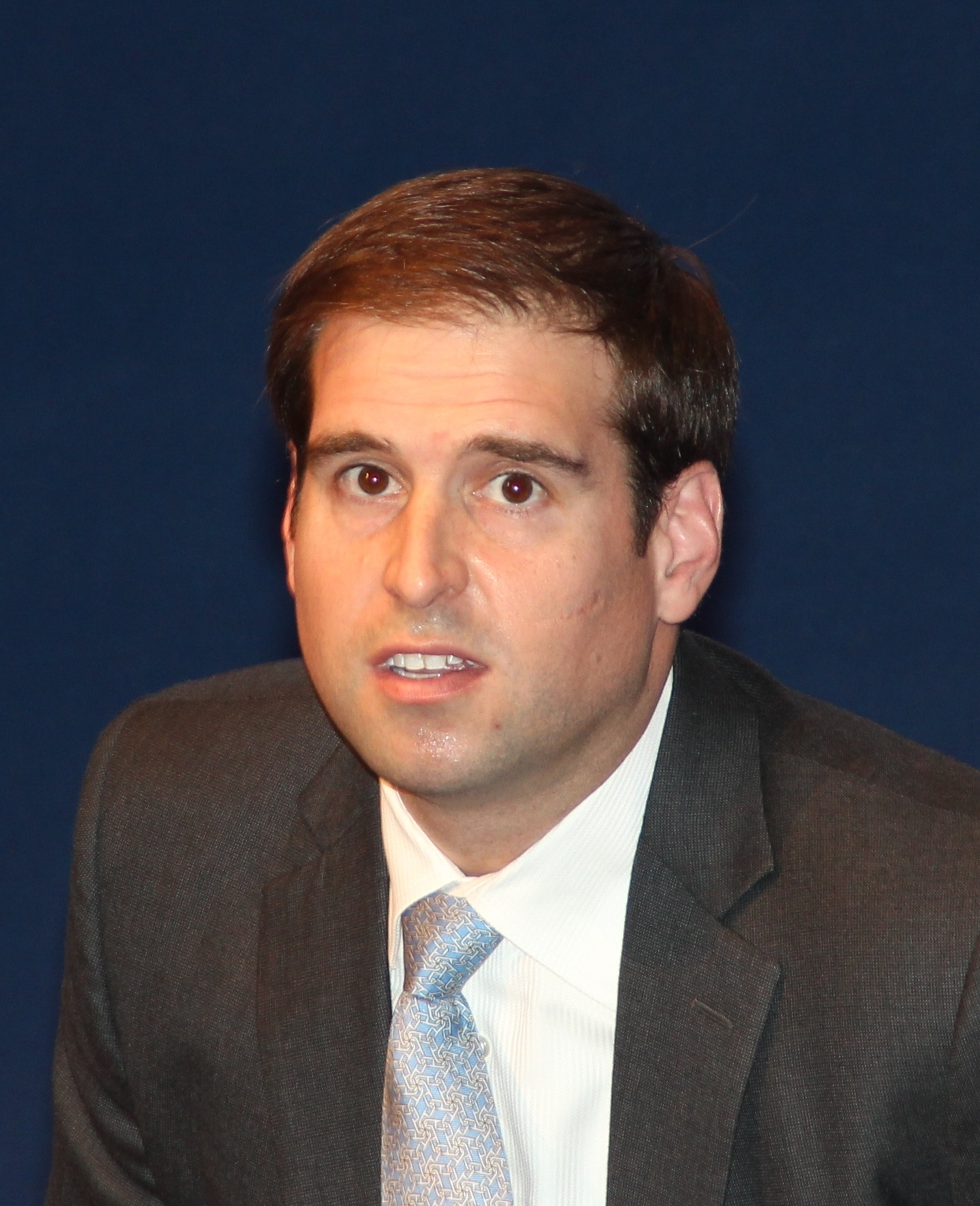
Jeffrey B. Straubel auf dem Elektromobilitätsgipfel 2013 in Berlin

Musk ist finanziell an Tesla beteiligt; er hat den Gewinn aus anderen Produkten in die Firma reinvestiert. Der Versuch der (Verbrenner-)Auto-Konzerne, das Elektroauto zu „töten“ (z. B. den EV1 von General Motors, siehe den Dokumentarfilm Warum das Elektroauto sterben musste), hatte Musk eigenen Angaben zufolge zu seinem Einsatz für Elektroautos gebracht. Zur Beschleunigung der Mobilitätswende bot er 2014 anderen Autoherstellern an, Teslas Patente frei zu nutzen, wenn Tesla im Gegenzug die Patente anderer Autohersteller nutzen dürfe.
Seit dem College wollte Musk Elektrofahrzeuge für den breiten Kundenbedarf anbieten. Am Anfang der nötigen Entwicklung sollte ein Sportwagen für Early Adopters stehen. Im nächsten Entwicklungsschritt sah das Konzept Massen-Modelle wie zum Beispiel eine Limousine vor. Ein Kompaktwagen sollte im dritten Schritt E-Autos für eine breite Kundschaft erschwinglich machen. Die Karosserie des Tesla Roadster stammt aus der Zusammenarbeit (2005–2011) mit Lotus, daher ähnelt er dem Lotus Elise. Bis zum Ende 2011 waren etwa 2250 Tesla Roadster produziert worden, 2012 konnte Tesla die erste eigene Komplettproduktion vornehmen. Die Firma gewann 2011 drei Stevie Awards.
Ende 2008 stand Tesla kurz vor dem Konkurs, konnte jedoch in letzter Minute gerettet werden.
Tesla war damals auf etliche Investoren angewiesen, unter anderen Toyota, Daimler und viele Privatpersonen, die an die Zukunft des Elektroautos glaubten oder die Technik für eigene Produkte nutzten. So war im Smart Fortwo ED 2 und in der Mercedes-Benz B-Klasse ein Antriebsstrang von Tesla verbaut.

## Finanzen

### Überblick
Der Börsengang erfolgte Ende Juni 2010. Der Ausgangswert des Volumens des Börsenganges betrug 226 Millionen US-Dollar. Insgesamt hatte Tesla 2010 einen Umsatz von 116,7 Millionen US-Dollar. Für den wichtigen europäischen Markt wurde 2010 ein Markendisput mit dem bereits 1921 gegründeten Elektronikunternehmen TESLA mit Sitz in Prag unter nicht näher bekannten Bedingungen beigelegt.
Im März 2013 sollte Tesla angeblich für 6 Milliarden US-Dollar an Google verkauft werden, nachdem das Unternehmen Ende 2012 erneut mit Finanzierungsproblemen zu kämpfen hatte. Durch einen wenig später einsetzenden Absatzschub und eine damit einhergehende deutliche Steigerung des Aktienkurses kam es jedoch letztlich nicht zum Verkauf. Ein nach einem Unfall in Brand geratener Tesla S führte im Oktober 2013 zu einem temporären Kurseinbruch der Aktie von 12 Prozent, was den Börsenwert zwischenzeitlich um 3 Milliarden US-Dollar reduzierte – obwohl Fahrzeugbrände bei Verbrennern zehnmal wahrscheinlicher sind.
Ursprünglich wurden 2013 „schwarze Zahlen“ erwartet, falls Tesla die geplante Produktion von 20.000 Tesla Model S auch verkauft. 2013 wurden laut Tesla 22.477 Model S verkauft, für 2014 wurden Verkaufszahlen von mehr als 35.000 erwartet, die Erwartung wurde von Tesla im November 2014 auf 33.000 Fahrzeuge gesenkt.
Dennoch hatte Tesla weitere Verluste von etwa 254 Millionen US-Dollar 2011, etwa 396 Millionen US-Dollar 2012, ca. 71 Millionen US-Dollar 2013 und bis einschließlich September 2014 181 Millionen US-Dollar hinzunehmen. Einen Teil der Einnahmen der letzten Jahre erzielte Tesla mit ZEV-Credit Points, z. B. 2013 in Höhe von knapp 130 Millionen US-Dollar.
Im Oktober 2014 hatte Daimler seine Anteile an Tesla vollständig und Toyota seine teilweise verkauft.
Im November 2016 wurde die Übernahme des deutschen Maschinenbauers und Zulieferers Grohmann Engineering bekannt gegeben. Spezialisiert auf Montage-Anlagenbau lieferte Grohmann Engineering dann Schlüsseltechnik zur Steigerung der Produktionskapazität. Unter dem Namen Tesla Advanced Automation Germany waren, neben der umfirmierten Tesla Grohmann Automation als Zentrale, weitere Standorte in Deutschland mit zusätzlich 1000 Ingenieuren in den folgenden zwei Jahren geplant. Im Oktober 2017 wurde bekannt, dass im 3. Quartal des Jahres aufgrund von Produktionsengpässen nur ein Sechstel der geplanten Fahrzeuge des neuen Model 3 hergestellt werden konnte, dafür waren es im 4. Quartal 2017 mit insgesamt 29.870 Autos der Modelle „S“, „X“ und „3“ so viele Fahrzeuge wie noch nie in einem Quartal zuvor.
Mitte Juni 2018 kündete Elon Musk an, seine Belegschaft um neun Prozent zu verkleinern. Mit dem Stellenabbau sollten Kosten gespart werden. Nach dem externen Druck aus der Branche sagte Musk Mitte Juni 2018 vor dem Hintergrund der geplanten Entlassungen: „Wir werden unsere Mission niemals erfüllen können, wenn wir nicht irgendwann demonstrieren, dass wir dauerhaft profitabel sein können.“ Zum Ende des 2. Quartals 2018 wurde ein selbst gesetzter Meilenstein erreicht: Es konnten erstmals 5000 Model 3 pro Woche produziert werden. Diese Meldung führte jedoch nicht zu dem vermuteten Kursanstieg, stattdessen rutschte die Aktie innerhalb der nächsten beiden Börsentage um mehr als 10 % ab.
Im August 2018 teilte Musk überraschend über Twitter einen möglichen Börsenrückzug mit, dessen Finanzierung schon gesichert sei, in diesem Zusammenhang sollten Kleinaktionäre die Möglichkeit bekommen, ihre Aktien zu 420 US$ abzugeben (Kurs zum Veröffentlichungszeitpunkt rund 340 US$). Musks Tweet setzte eine Kettenreaktion in Gang. Es wurde bekannt, dass der saudische Staatsfonds PIF, der vom Kronprinzen Mohammed bin Salman kontrolliert wird, im Hintergrund eine milliardenschwere Beteiligung an Tesla aufgebaut hatte und einer der acht größten Anteilseigner von Tesla war. Der Fonds hielt 3 bis 5 % an Tesla, mit einem Anteil im Wert von 1,7 bis 2,9 Milliarden Dollar. Die US-Börsenaufsicht United States Securities and Exchange Commission (SEC) lud Mitglieder des Verwaltungsrats sowie Musk vor, um die Hintergründe des Tweets zu klären. Börsenhändler klagten inzwischen wegen des Tweets auf Schadensersatz. In einem Interview mit der New York Times räumte Musk eine enorm hohe Arbeitsbelastung wegen der anhaltenden Produktionsprobleme ein, die ihn zum Schlafmittel Ambien greifen ließ: „Das vergangene Jahr war das schwierigste und schmerzhafteste Jahr meiner Karriere“, sagte er und fügte hinzu: „Es war unerträglich.“ Musk räumte ein, zuletzt 120 Stunden in der Woche gearbeitet zu haben, was durchschnittlich mehr als 17 Stunden pro Tag bedeutet. Es habe Zeiten gegeben, in denen er die Fabrik für drei oder vier Tage nicht verlassen habe und nicht nach draußen gegangen sei. Illegale Drogen seien hingegen nicht im Spiel gewesen, als er einen möglichen Börsenrückzug ankündigte. Er habe den Tweet auf dem Weg zum Flughafen abgesetzt, erklärte er in dem Interview; es habe der Transparenz dienen sollen. Hinter dem Preis von 420 US-Dollar für die Tesla-Aktien stecke auch kein Code für den Cannabis-Konsum (siehe 420 (Cannabis-Kultur)). Er sei auf den Betrag gekommen, indem er auf den aktuellen Kurs 20 Prozent aufgeschlagen habe. Das rechnerische Ergebnis, 419 US-Dollar, habe er dann auf 420 US-Dollar aufgerundet: „420 Dollar schienen mir ein besseres Karma zu haben als 419 Dollar. […] Das hat gar nichts mit Gras zu tun, um das klarzustellen. Gras hilft nicht dabei, produktiv zu sein. Es gibt einen Grund für das Wort ‚stoned‘. Man sitzt herum wie ein Stein, wenn man bekifft ist.“
Ende August 2018 stellte Musk jedoch klar, dass nach Gesprächen mit den beteiligten Investmentbanken sowie institutionellen Investoren Tesla weiterhin an der Börse gelistet bleiben werde. Trotzdem reichte die US-Börsenaufsicht am 27. September 2018 eine Klage gegen Musk ein, weil er mit seiner Ankündigung des Aktienrückkaufs die Anleger getäuscht und ihnen so geschadet habe. Am 29. September 2018 einigten sich die SEC und Musk auf einen Vergleich, demzufolge Musk und Tesla jeweils 20 Millionen US$ Strafe zahlen musste, Elon Musk für drei Jahre nicht mehr als Chairman fungieren durfte und Tesla eine unabhängige neue Chairperson verpflichten musste. Anfang November 2018 gab Tesla bekannt, dass Robyn Denholm, bereits seit 2014 Mitglied des Verwaltungsrats von Tesla, diese Rolle übernehmen werde. Ende Dezember 2018 wurden mit dem Oracle-Gründer Larry Ellison und Kathleen Wilson-Thompson – Personalmanagerin bei der Walgreens Boots Alliance – zwei unabhängige Direktoren in den Verwaltungsrat berufen.
Im Dezember 2019 überholte Tesla mit 800.000 hergestellten Elektrofahrzeugen den chinesischen Automobilbauer BYD und wurde damit der weltweit größte Hersteller von Elektrofahrzeugen.
Wie im August 2020 angekündigt, verwendet Tesla seit Januar des Jahres 2021 am Standort Fremont für die hintere Bodengruppe des Model Y eine 2019 patentierte Druckgießmaschine, die dieses Teil aus einem Stück gießt, statt mehrere Teile zusammenzufügen. Wegen der Größe der Maschine wurde die Halle um diese herum gebaut. Nachfolgend wurden solche Gussmaschinen in wachsenden Dimensionen in allen weiteren Tesla-Fahrzeugwerken installiert. Das Jahr 2020 konnte Tesla erstmals nach 17 Jahren mit Gewinn abschließen, wobei ein erheblicher Teil davon auf dem Verkauf von Abgaszertifikaten (ZEV Credits) beruhte.
Anfang 2021 investierte Tesla ca. 1,25 Milliarden Euro in die Kryptowährung Bitcoin und kündigte an, diese in den USA als Zahlungsmittel für Autos zu akzeptieren. Im Mai 2021 wurde die Akzeptanz der Bitcoin-Zahlungen wieder eingestellt.
Im Oktober 2021 kündigte CEO Musk an, dass das Unternehmen seinen Hauptsitz von Palo Alto in Kalifornien nach Austin in Texas verlegen würde. Musk gab an, die Lebenshaltungskosten in Kalifornien seien für das dort vorhandene Personal zu hoch. Auch steuerliche Vorteile werden als Motiv für den Umzug vermutet.
Im Dezember 2021 rief Tesla in den USA und China in Summe 675.000 Fahrzeuge der Modelle S, X und 3 zurück in die Werkstätten. Die Verkäufe konnten im Jahr 2021 auf 0,936 Millionen Fahrzeuge gesteigert werden, 2022 waren es 1,313 Millionen. Am 10. Januar 2024 korrigierte Tesla aufgrund neuer Vorschriften der US-Umweltbehörde EPA die Reichweitenangaben seiner Autos nach unten.
Wegen der politischen Aktivitäten Elon Musks haben zahlreiche Unternehmen Tesla-Fahrzeuge aus ihren Fuhrparks genommen. Dass die Marke anders wahrgenommen wird, hängt auch mit der technologischen Entwicklung bei anderen Anbietern zusammen. Tesla gilt in vielen Bereichen nicht mehr als Pionier.

### Finanzdaten
Tesla besitzt den höchsten Börsenwert aller Automobilhersteller. Bis zum Oktober 2024 belief sich der Wert auf rund 823,8 Milliarden US-Dollar. Toyota folgte auf Platz zwei, mit 240 Milliarden US-Dollar.
| Jahr | Umsatz (Mio. USD) | Gewinn (Mio. USD) | Bilanzsumme (Mio. USD) | Auslieferungen (Mio. Fahrzeuge) | Mitarbeiter |
| ---- | ----------------- | ----------------- | ---------------------- | ------------------------------- | ----------- |
| 2009 | 112               | −056              | 130                    |                                 |             |
| 2010 | 117               | −154              | 386                    |                                 | 899         |
| 2011 | 204               | −254              | 713                    | 1.417                           |             |
| 2012 | 413               | −396              | 1.114                  | 0,002                           | 2.964       |
| 2013 | 2.013             | −074              | 2.417                  | 0,022                           | 5.859       |
| 2014 | 3.198             | −274              | 5.831                  | 0,031                           | 10.161      |
| 2015 | 4.046             | −889              | 8.068                  | 0,050                           | 13.058      |
| 2016 | 7.000             | −675              | 22.664                 | 0,075                           | 17.782      |
| 2017 | 11.759            | −1.962            | 28.655                 | 0,103                           | 37.543      |
| 2018 | 21.461            | −976              | 29.740                 | 0,245                           | 48.817      |
| 2019 | 24.578            | −862              | 34.309                 | 0,367                           | 48.016      |
| 2020 | 31.536            | 721               | 52.148                 | 0,499                           | 70.757      |
| 2021 | 53.823            | 5.519             | 62.131                 | 0,936                           | 99.290      |
| 2022 | 81.462            | 12.556            | 82.338                 | 1,313                           | 127.855     |
| 2023 | 96.773            | 14.997            | 106.618                | 1,809                           | 140.473     |
| 2024 | 97.690            | 7.130             | 122.070                | 1,789                           | 125.665     |

## Fahrzeuge

### Allgemeines
Die Modellbezeichnungen sollten ursprünglich die Bezeichnung „S-E-X-Y“ in Anlehnung an einen Song von Right Said Fred ergeben. Es gab jedoch Probleme mit Ford wegen der Bezeichnung Modell E, so dass die Firmenleitung auf eine "3" auswich.
Aktuelle Typen:
Cybertruck (seit 2023) |
Model S (seit 2012) |
Model X (seit 2015) |
Model Y (seit 2020) |
Model 3 (seit 2017)
Typen in Entwicklung:
Semi (2020) |
Roadster (zweite Generation) |
Cyberquad (2021) |
Cybercab (2024)
Frühere Typen:
Roadster (2008)
| Größe          | Roadster | Model S | Model X | Model 3 | Model Y |
| -------------- | -------- | ------- | ------- | ------- | ------- |
| Länge          | 3940 mm  | 4970 mm | 5040 mm | 4690 mm | 4751 mm |
| Breite         | 1870 mm  | 1960 mm | 2000 mm | 1880 mm | 1921 mm |
| Höhe           | 1230 mm  | 1440 mm | 1680 mm | 1430 mm | 1624 mm |
| Masse          | 1295 kg  | 2108 kg | 2391 kg | 1847 kg | 2003 kg |
| Masse Batterie | 0440 kg  | 0750 kg | 0750 kg | 0478 kg |         |

### Roadster 1

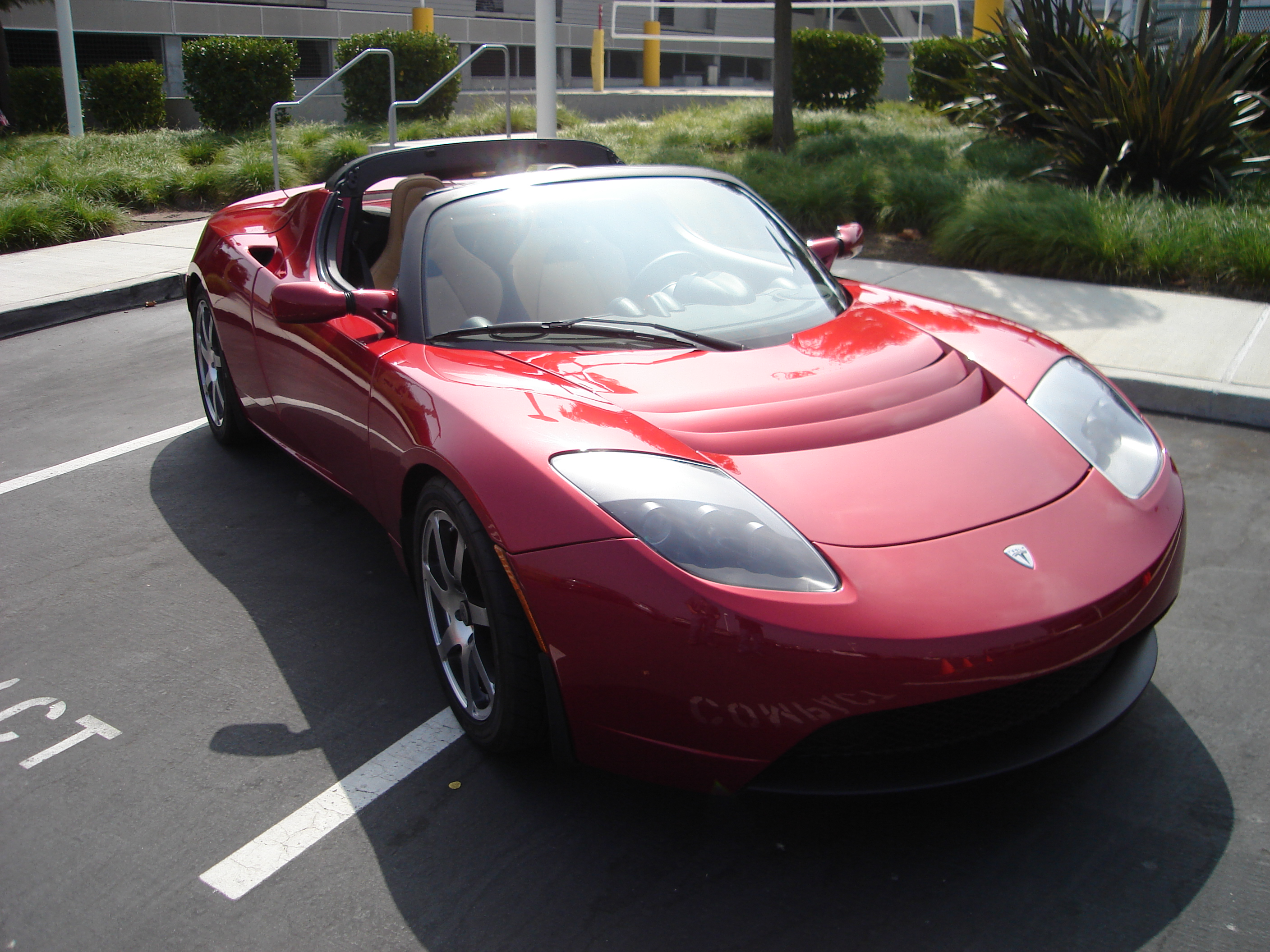
Der Roadster, das erste Modell der Firma

2006 stellte Tesla den Roadster nach dreijähriger Entwicklungszeit einem ausgewählten Publikum vor. Er wurde von 2008 bis 2012 produziert. Von rund 2450 produzierten Explaren wurden ca. 1800 in den USA verkauft.
 Der zweisitzige Sportwagen ist 3,94 m lang, 1,87 m breit und wiegt etwa 1240 kg. Seine Karosserie wurde vom britischen Sportwagenhersteller Lotus geliefert. Das Auto wird angetrieben von einem Elektromotor im Heck, der mit maximal 215 kW über ein Einganggetriebe auf die Hinterräder wirkt. Ein einziger Gang genügt, da Elektromotoren anders als Kolbenmotoren ihr maximales Drehmoment aus dem Stillstand heraus entfalten und der Motor mit bis zu 14.000 min−1 läuft – oberhalb der Nenndrehzahl allerdings mit abnehmendem Drehmoment.
Die Energiequelle besteht aus 6831 handelsüblichen Lithium-Ionen-Akkus für Laptops mit einer Speicherkapazität von ca. 53 kWh, hat eine Spannung von 375 V, wiegt etwa 450 kg und wird durch eine Mischung aus Wasser und Glycol gekühlt. Bei den verwendeten Akkus handelt es sich um den Typ 18650, von dem jedes Jahr mehrere Milliarden Stück hergestellt werden, die Bezeichnung des Akkus bezieht sich auf den Durchmesser von 18 mm, und die Länge von 650 Zehntelmillimeter, diese etwas seltsame Benennung rührt von Knopfzellen her. Jede Zelle hat zwei Sicherungen – je eine an Anode und Kathode.
Auf eine Geschwindigkeit von 97 km/h beschleunigt das Fahrzeug in 3,9 Sekunden. Der Hersteller versprach eine Reichweite von 340 km im europäischen Electric Vehicle Combined Cycle, die Ladezeit wurde mit 4,5 Stunden angegeben, bei 240 V Netzspannung und 70 A.
Noch schneller als der Tesla Roadster ist das Sportmodell des Fahrzeugs mit einer Beschleunigung von 0 bis 97 km/h in 3,7 statt 3,9 Sekunden, der Roadster Sport war ab 2009 erhältlich und konnte wie der Roadster 2.5 bis Ende 2011 erworben werden. Ende 2011 wurde die Kooperation, und damit die Produktion des Roadsters, eingestellt, da Lotus die Produktion der Elise auslaufen ließ.

### Roadster 2

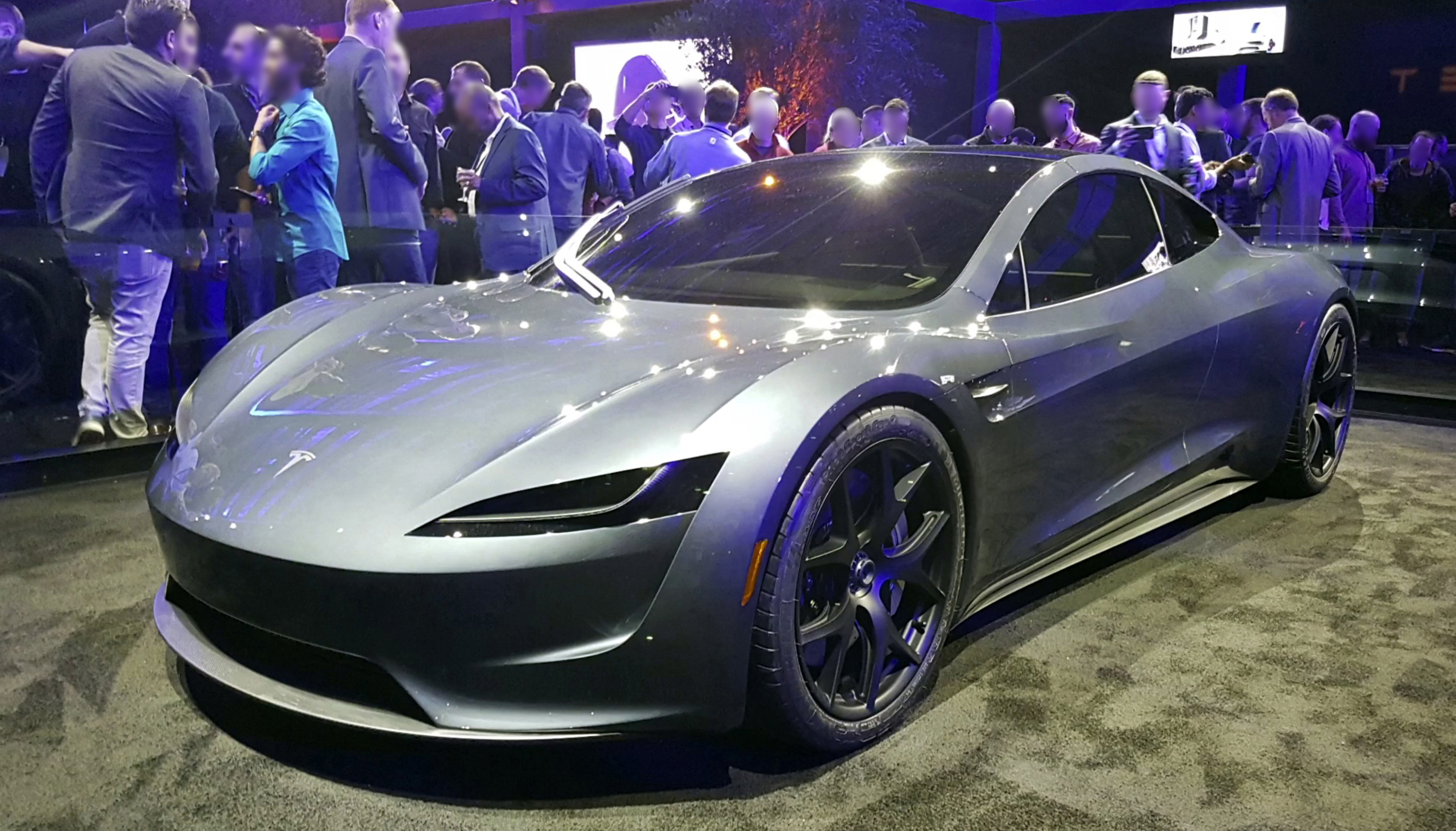
Prototyp des Tesla Roadster 2020 (November 2017)

Das Nachfolgemodell des Tesla Roadster (zunächst „Roadster 2020“, später auch „Roadster 2“ oder einfach „Roadster“) wurde im November 2017 erstmals vorgestellt. Es soll sich dabei um einen viersitzigen Sportwagen mit Allradantrieb und drei Motoren handeln, der ursprünglich ab 2020 verfügbar sein sollte. Das Auto soll in 1,9 Sekunden von 0 auf 60 mph (97 km/h) und in 4,2 Sekunden von 0 auf 100 mph (160 km/h) beschleunigen. Die Höchstgeschwindigkeit gibt Tesla mit über 400 km/h an. Durch eine Akkukapazität von 200 kWh soll eine Reichweite von ca. 1000 km erreicht werden.
Der Produktions- und Verkaufsstart für den Roadster 2 wurde diverse Male verschoben. Im Mai 2023 gab Elon Musk einen Serienstart für „Ende 2024“ an. Dies wurde 2024 jedoch nicht erreicht. Geplant sei nun die Einführung 2025. Der Verkaufspreis soll in der Basisausstattung bei 250.000 US-Dollar liegen.

### Model S

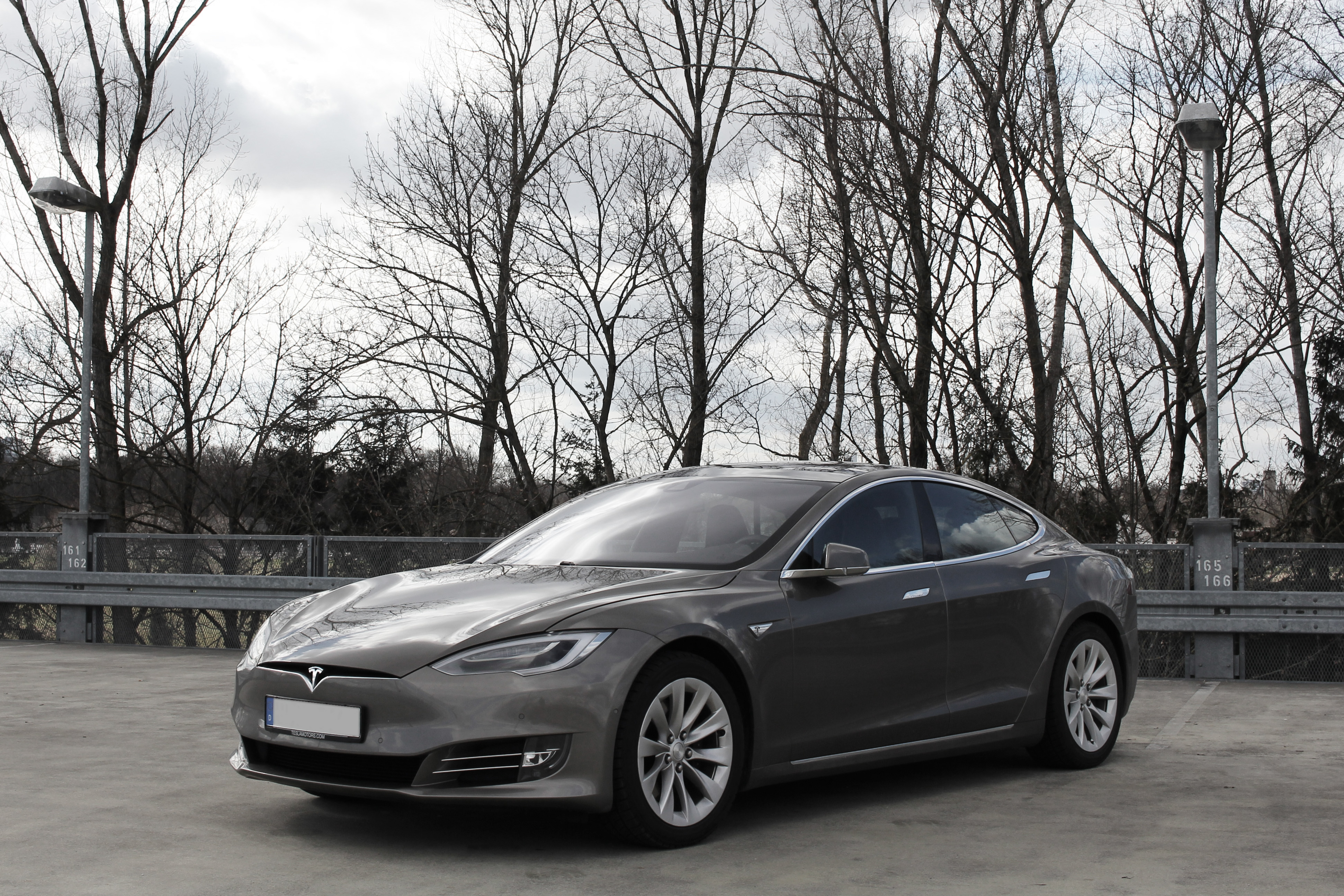
Tesla Model S (Facelift, ab 2016)

Unter dem Codenamen „WhiteStar“ wurde von einem Firmenableger in Detroit eine Sportlimousine entwickelt. Nach Beendigung der Entwicklungsarbeiten wurden in Fremont zunächst 10.000, später 25.000 Fahrzeuge des Modells pro Jahr hergestellt. Das Modell kam unter dem Namen Tesla Model S in den Handel. Es ist ein Verkaufspreis für US-Staatsbürger von 63.570 US-Dollar angekündigt, nachdem eine Bundesumweltschutzprämie für voll-elektrische PKWs von 7500 US-Dollar vom Originalpreis (71.070 US-Dollar) abgezogen ist. Seit 2013 ist das Model S in Deutschland ab 65.740 Euro erhältlich. Ein Konzeptfahrzeug des Modells wurde am 26. März 2009 in Hawthorne in Kalifornien und im September 2009 auf der IAA in Frankfurt der Öffentlichkeit vorgestellt.
Das Model S ist die erste eigene Produktion von Tesla. Die sportliche Limousine hat fünf Sitze und auf Wunsch zusätzlich zwei Kindersitze im Kofferraum. Sie zeichnet sich durch deutlich mehr Innenraum als der Roadster aus. Weiterhin können manche Modelle auf Wunsch mit Allradantrieb und Performance bestellt werden. In der Performance-Version P100D ist ein Sprint von 0 auf 100 km/h in nur 2,7 Sekunden möglich. Seit April 2016 gibt es ein Facelift des Model S, wobei der bislang schwarz auflackierte Pseudo-Kühlergrill entfiel. In Deutschland, Österreich und der Schweiz stehen 75, 90 und 100 kWh für das Model S zur Auswahl, die Reichweiten betragen bis zu 632 km (NEFZ). Die Ladezeit beträgt rund drei Stunden. Zusätzlich hat Tesla ein Netz von Tesla Supercharger Schnelllade-Stromtankstellen errichtet, die zunächst in den USA, Westeuropa und Ostasien an Reiserouten gebaut wurden, und das Model S (und X) kostenlos in rund 40 Minuten auf 80 % aufladen.
Das Model S ist ein Konkurrenzprodukt zur 7er-Serie von BMW und der S-Klasse von Mercedes-Benz. Im April 2019 fand eine Modellpflege statt. Sie beinhaltete Verbesserungen bezüglich Verbrauch (Änderungen an den Motoren, Kühlungssystem, Schmierung, Lagern) sowie Schnellladen mit bis zu 200 kW. 2021 erhielt das Model S ein Facelift. Damit einher ging die Ankündigung einer neuen Variante Plaid, die mit drei Motoren 750 kW (1020 PS) leistet.

### Model 3

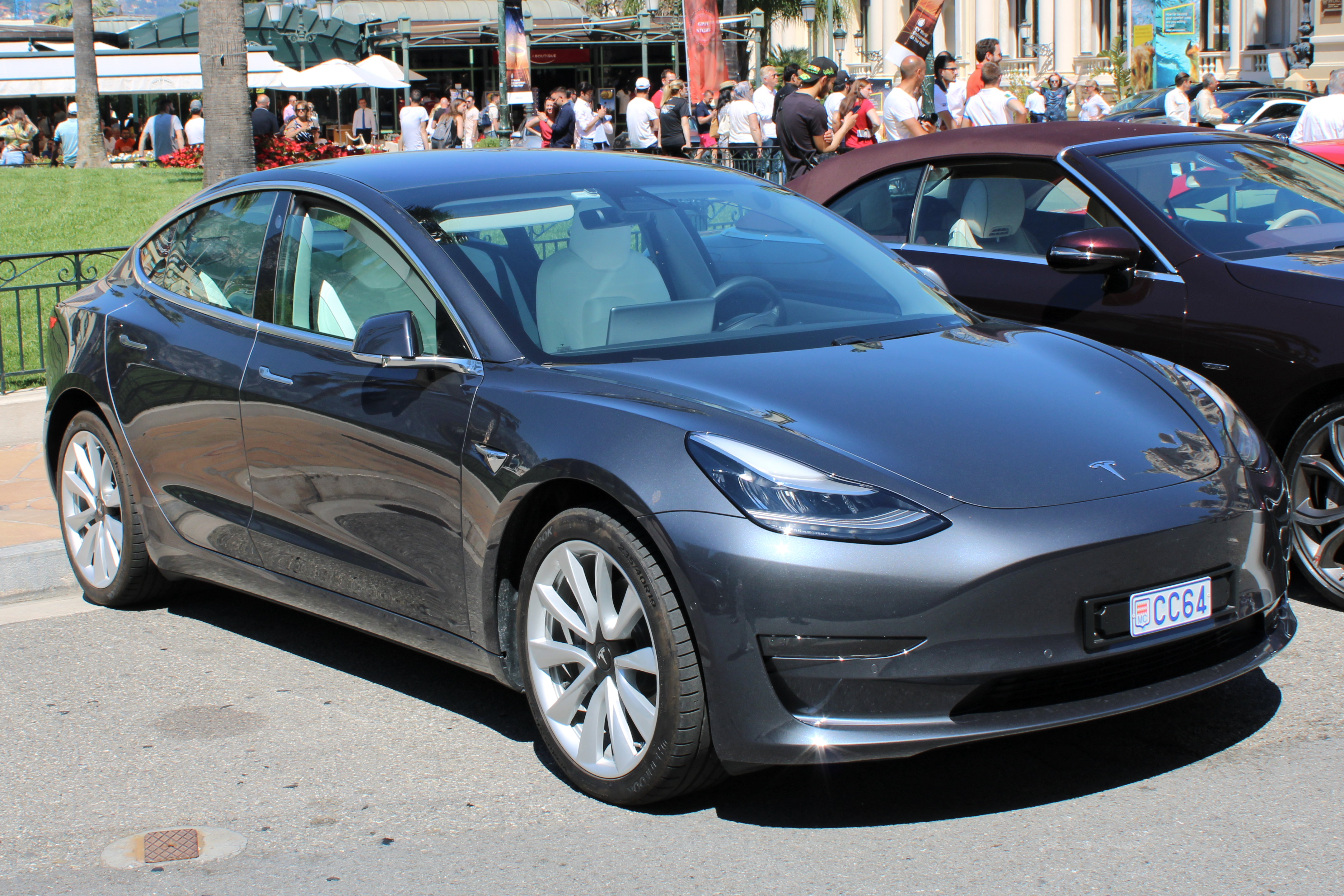
Tesla Model 3

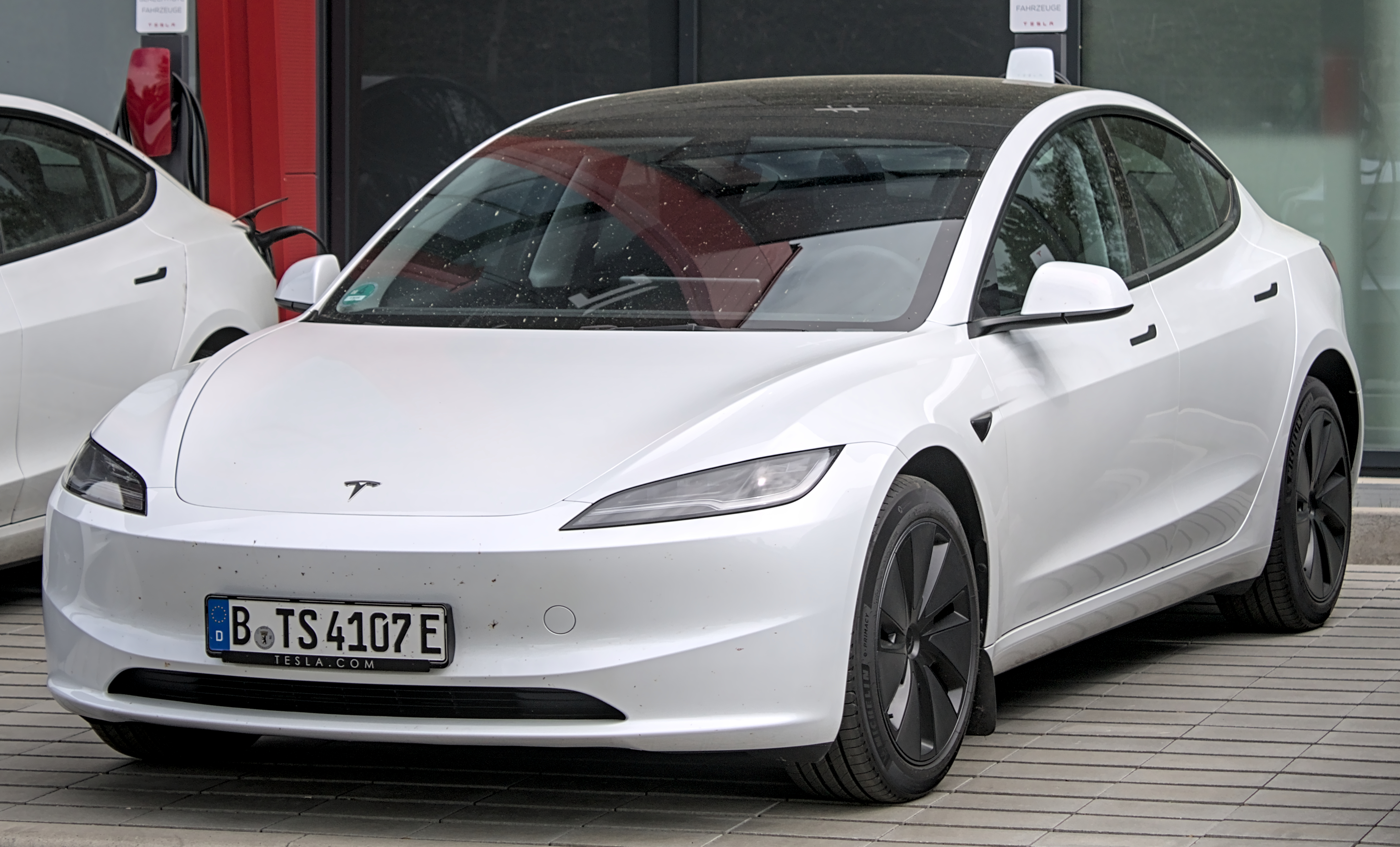
Tesla Model 3 (Facelift, ab 2023)

Am 31. März 2016 wurde das „Tesla Model 3“ vorgestellt, wobei der Marktstart für Ende 2017 vorgesehen war. Kurzfristig war zwischendurch Ende Juni 2015 auch ein Marktstart Anfang 2018 im Gespräch. Letztlich startete die Produktion Anfang Juli 2017 (siehe unten). Das erste Mittelklasse-Modell von Tesla ist 28 cm kürzer als das Model S und entspricht mit ca. 4,69 m den Längen von BMW 3er oder Mercedes-Benz C-Klasse. Angesetzt waren zwei Akku-Varianten, 50 kWh für die Einstiegsversion mit einer angestrebten elektrischen Reichweite von mindestens 215 Meilen (entspricht ca. 350 km) und die „Long Range Battery“-Version mit 75 kWh für 310 Meilen (entspricht ca. 500 km). In der Basisausführung der Einstiegsversion kostete das Fahrzeug 35.000 US-Dollar, in der weit reichenden Version 44.000 US-Dollar. Da die vorgesehene Bezeichnung „Model E“, die „S“ und „X“ ergänzen sollte, ein eingetragenes Markenzeichen von Ford ist, wich Tesla auf „Model 3“ aus.
Reservierungen für das Fahrzeug wurden ab dem 31. März 2016 entgegengenommen. Innerhalb von 24 Stunden wurden in den Tesla Stores weltweit über 115.000 Reservierungen zu je 1000 US-Dollar angenommen. Innerhalb der ersten drei Tage nach der Vorstellung des Model 3 stieg die Anzahl durch Online-Reservierungen auf mehr als 276.000, was einer Summe von über 276 Millionen US-Dollar an Anzahlungen entspricht. Es sollte, anders als beim Model S und Model X, kein Signature-Modell geben, dafür sollten die Schlangensteher etwas „Cooles“ kriegen, laut Musk. Das Unternehmen gab im Frühjahr 2016 den geplanten jährlichen Absatz mit 50.000 Autos 2017 und über 500.000 Autos 2018 an.
Aufgrund der hohen Nachfrage wurde der Beginn der Serienproduktion vorverlegt. Anfang Juli 2017 wurde das erste Serienfahrzeug gebaut. Ende Juli wurden die ersten 30 bis 50 Serienmodelle an meist konzerninterne Kunden überreicht und dabei einige Werte bekanntgegeben sowie Testfahrten ermöglicht. Im dritten Quartal wurden 260 Model 3 gefertigt und damit die geplante Stückzahl von über 1000 Fahrzeugen verfehlt. Grund hierfür waren laut Konzernangaben Produktionsengpässe. Stand Ende März 2018 war mit gut 11.000 Fahrzeugen nur die Long-Range-Version gebaut und ausgeliefert worden. Anfang Februar 2019 startete Tesla die Auslieferung des Model 3 in Europa.
Das 5000ste Model 3 innerhalb einer Woche lief an einem Sonntagmorgen, wenn auch einige Stunden nach der von Konzernchef Elon Musk gesetzten Frist, vom Band. In der letzten Juniwoche 2018 produzierte Tesla 5031 Model 3 und 1913 Model S & X, dies teilte das Unternehmen im Quartalsbericht für das 2. Quartal 2018 mit. Damit stieg die Produktion im Vergleich zum ersten Quartal um 55 Prozent.
Im TÜV-Report 2025 über die gesetzlichen Hauptuntersuchungen belegte das Modell 3 den letzten Platz mit häufigen gravierenden Mängeln am Beleuchtungssystem, den Bremsen und am Fahrwerk.
Das Tesla Model 3 ging aus dem aktuellen (2025) Euro NCAP Test als das sicherste Fahrzeug in Europa hervor.

### Model X

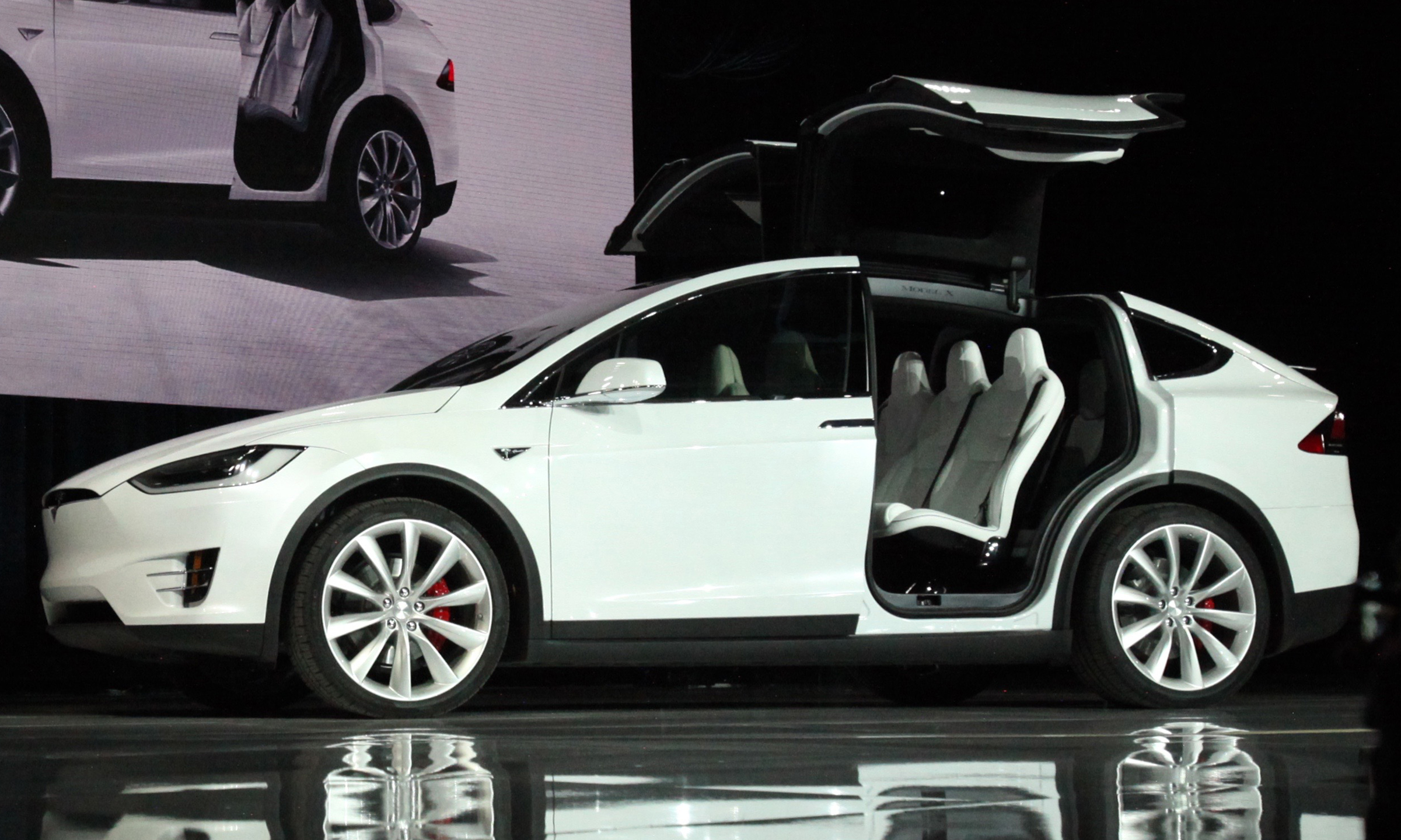
Tesla Model X mit Flügeltüren

Die Vorstellung des Model X fand 2012 in Los Angeles statt. Die Markteinführung wurde zunächst mehrfach verschoben und erfolgte schließlich am 29. September 2015.
Das Model X übernimmt viele Eigenschaften des Model S, also Batteriegrößen und Motoren, 17″-Touchscreen usw., wird aber nur mit Allradantrieb angeboten, so dass der vordere Kofferraum mit 150,1 Litern etwas kleiner ausfällt als bei den zunächst angebotenen heckgetriebenen Model-S-Varianten. Zudem ist die Masse um 300 kg größer, außerdem ist eine Anhängerkupplung erhältlich. Die Karosserie ist nur um einige Zentimeter länger und breiter, aber um 24 cm höher, und bietet Platz für bis zu sieben Personen (beim Model S nur durch zwei nach hinten blickende Kindersitze möglich). Die zweite und dritte Sitzreihe seien besser zu erreichen durch abknickende Flügeltüren, sogenannte falcon wings, die ein zweites Scharnier über den Fenstern aufweisen und elektrisch betrieben werden. Weiteres Merkmal ist eine große Frontscheibe, die ein Glasdach über den Vordersitzen bildet. Der hintere Kofferraum fasst 744,7 Liter, das Umklappen der dritten Sitzreihe vergrößert ihn auf über 1645,2 Liter. Die zweite Sitzreihe war zunächst nicht umklappbar.

### Model Y

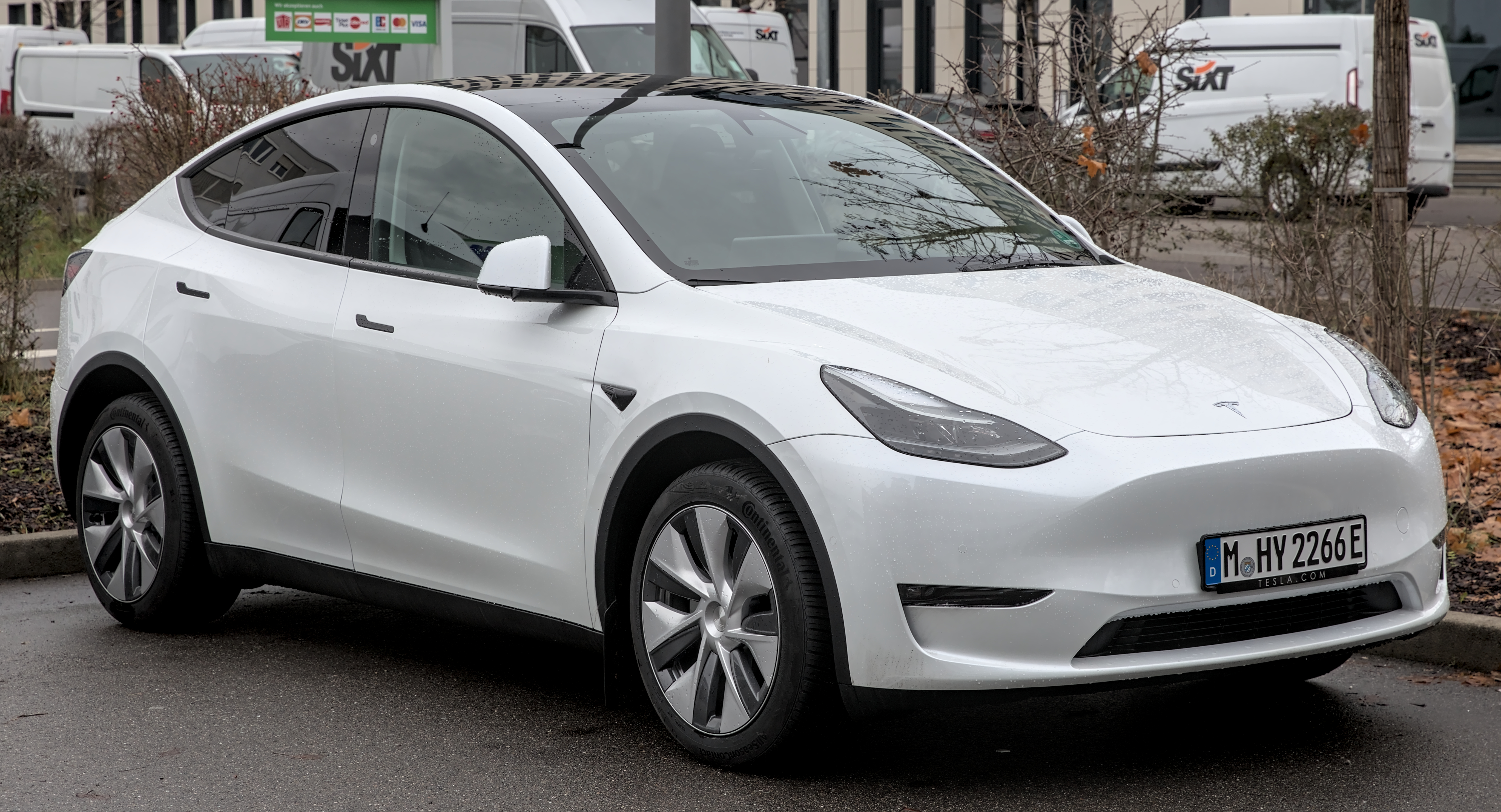
Tesla Model Y

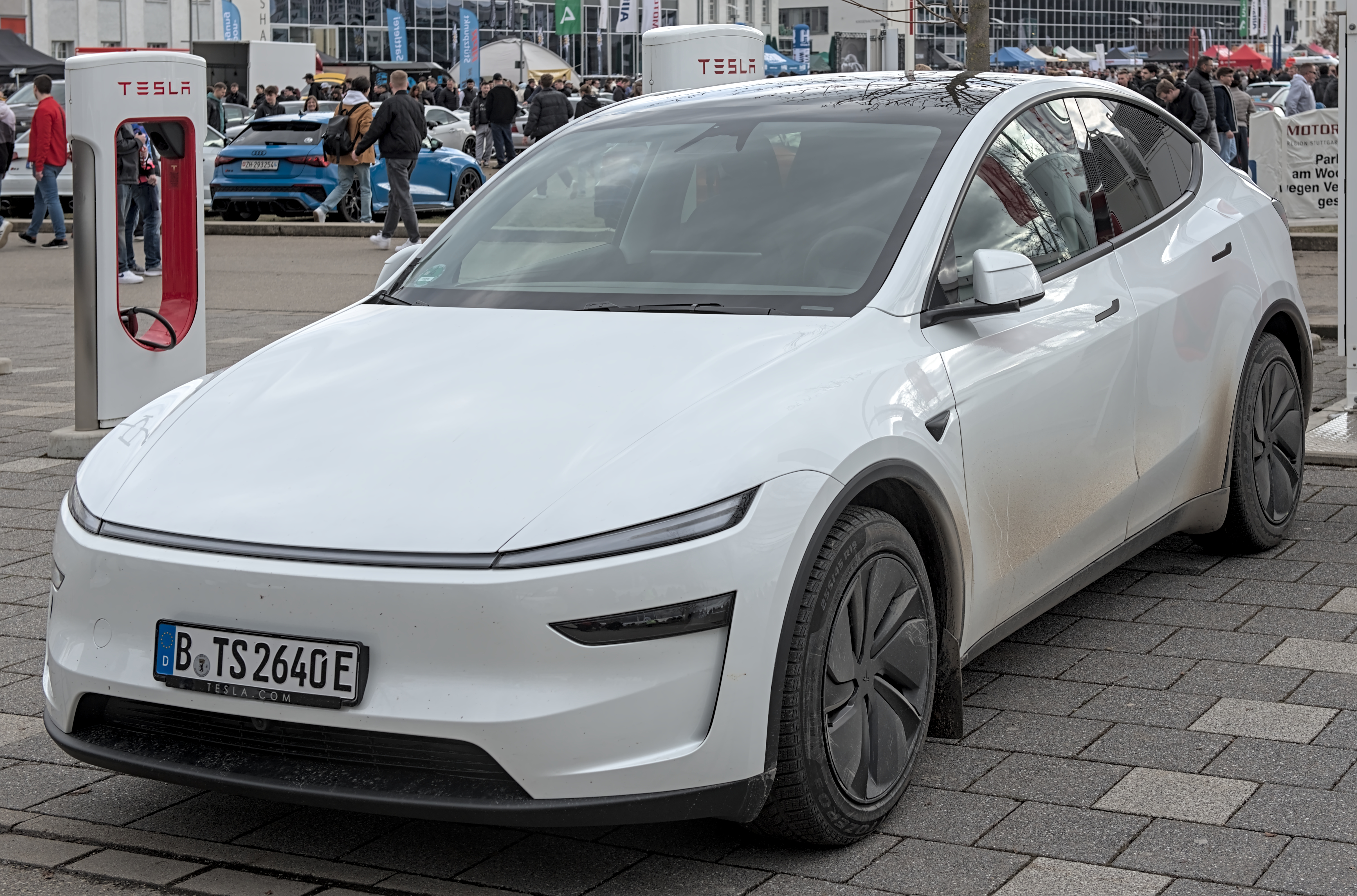
Tesla Model Y (Facelift, ab 2025)

Das Model Y wurde am 15. März 2019 vorgestellt.
Es basiert zu großen Teilen auf dem Model 3, ist aber ungefähr 10 Prozent größer (4.775 mm L × 1.850 mm B × 1.600 mm H) hat 3 cm mehr Bodenfreiheit und bietet bis zu sieben Sitzplätze sowie eine große elektrische Heckklappe. Im März 2025 kam eine überarbeitete Version auf den Markt.

### Semi

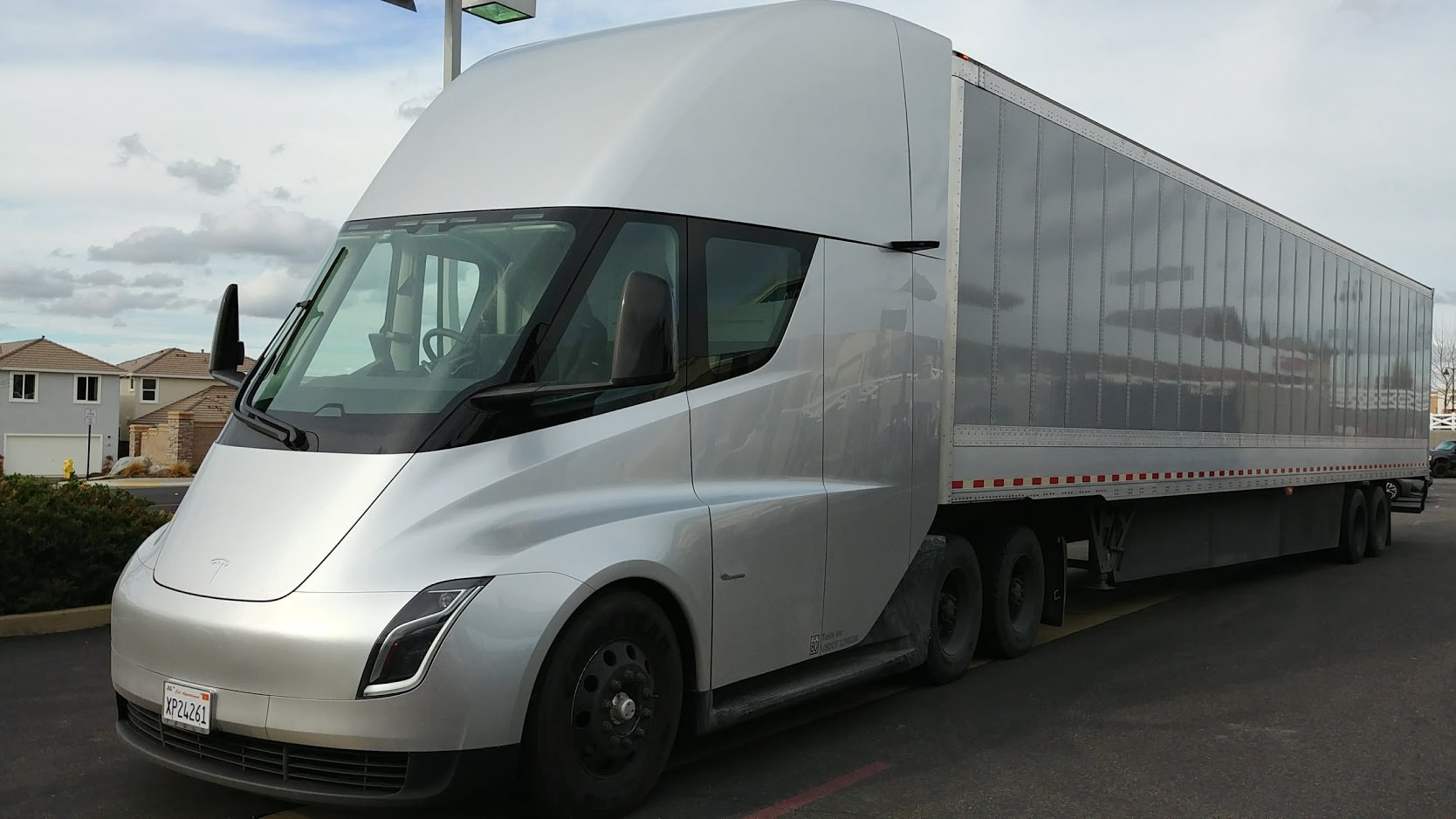
Tesla Semi

Am 16. November 2017 wurde der Tesla Semi vorgestellt. Es handelt sich um einen Sattelzug (englisch semi truck) mit einer dreiachsigen Zugmaschine, deren vier Hinterräder einzeln von vier Elektromotoren angetrieben werden. Der Lkw mit einem Höchstgewicht von 36 Tonnen soll eine Beschleunigung von 0 auf 100 km/h in 5 Sekunden (leer) oder in 20 Sekunden (voll beladen) erreichen. Der Fahrer sitzt mittig, was für eine besonders gute Rundumsicht sorgen soll. Die Außenspiegel wurden durch Kameras ersetzt, deren Bild – neben allen weiteren angezeigten Fahrzeugdaten – auf zwei links und rechts des Lenkrads angeordneten Flachbildschirmen wiedergegeben wird.
Durch ein stromlinienförmiges Führerhaus, bewegliche Seitenklappen zwischen Zugmaschine und Auflieger sowie einen von unten vollständig ebenen Unterboden soll ein Luftwiderstandsbeiwert (cw) von 0,36 erreicht werden. Bei voller Beladung und etwa 100 km/h Geschwindigkeit soll der Verbrauch weniger als 2 kWh pro Meile betragen, was bei voller Batterie eine Reichweite von 800 km ermöglichen soll. Innerhalb von 30 Minuten soll die Batterie dann wieder für eine Fahrstrecke von 640 km aufgeladen werden können, an noch zu errichtenden, vollständig mit Solarstrom gespeisten „Megacharger“-Ladestationen. Panzerglas-Scheiben, verbesserte Autopilot-Funktionalität mit Antiblockiersystem (AEB), automatische Spurhaltung (Automatic Lane Keeping, ALK), Front-Kollisionswarnung (Forward Collision Warning, FCW), eine Smartphone-App wie bei Tesla-PKW sowie 1.600.000 km Ausfallgarantie sollen ebenso zur Standardausstattung gehören.
Die Betriebskosten sollen mindestens 20 % niedriger als bei einem konventionell angetriebenen Lkw dieser Größe liegen (Diesel 1,51 Dollar pro Meile, Tesla 1,26 Dollar pro Meile, jeweils voll beladen bei 60 Meilen/Stunde), bei Platooning noch niedriger (0,85 Dollar pro Meile). Letzteres soll den Tesla Semi laut Aussage von Elon Musk wirtschaftlicher machen als den Schienentransport. Die Produktion sollte zunächst 2019 beginnen und die ersten Auslieferungen 2020 erfolgen. Im späteren Verlauf wurde der Start des Programms jedoch auf 2022 verschoben.
Die ersten Auslieferungen erfolgten im Dezember 2022.

### Cybertruck

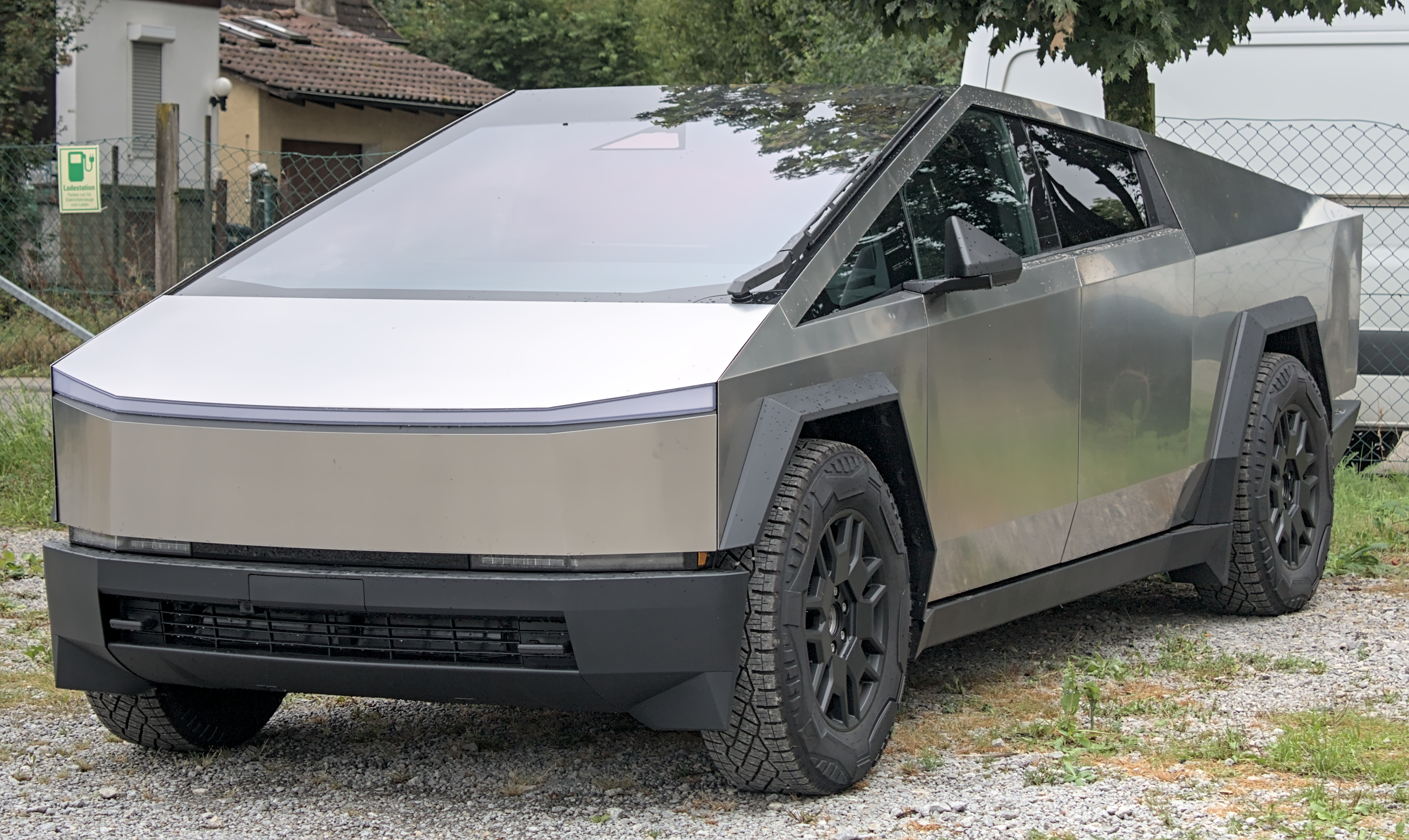
Tesla Cybertruck

Im November 2019 präsentierte Tesla seinen Pick-up-Truck namens Cybertruck. Das Fahrzeug ist mit einer Karosserie aus kaltgewalztem Edelstahlblech ausgestattet, die für Haltbarkeit und Insassenschutz sorgen soll. Am 15. Juli 2023 wurde das erste Exemplar auf der Produktionslinie für die Serienproduktion gebaut, Mitte September existierten jedoch nur zahlreiche Testexemplare, eine Serienfertigung hatte aber noch nicht begonnen. Tesla will drei Varianten des Cybertrucks mit einer Reichweite von 400, 640 und 800 Kilometern und unterschiedlicher Motorisierung anbieten.

### Cybercab
Das Cybercab wurde im Oktober 2024 von Tesla angekündigt. Das Auto soll als komplett autonom fahrendes Robotaxi weder über Lenkrad noch Pedale verfügen, kabellos aufgeladen werden können und knapp 30.000 US-Dollar kosten. Elon Musk kündigte die Serienfertigung für 2026 an, wobei er zugab; „manchmal etwas optimistisch in meinen Prognosen“ zu sein.

## Technik

### Batteriekonzept

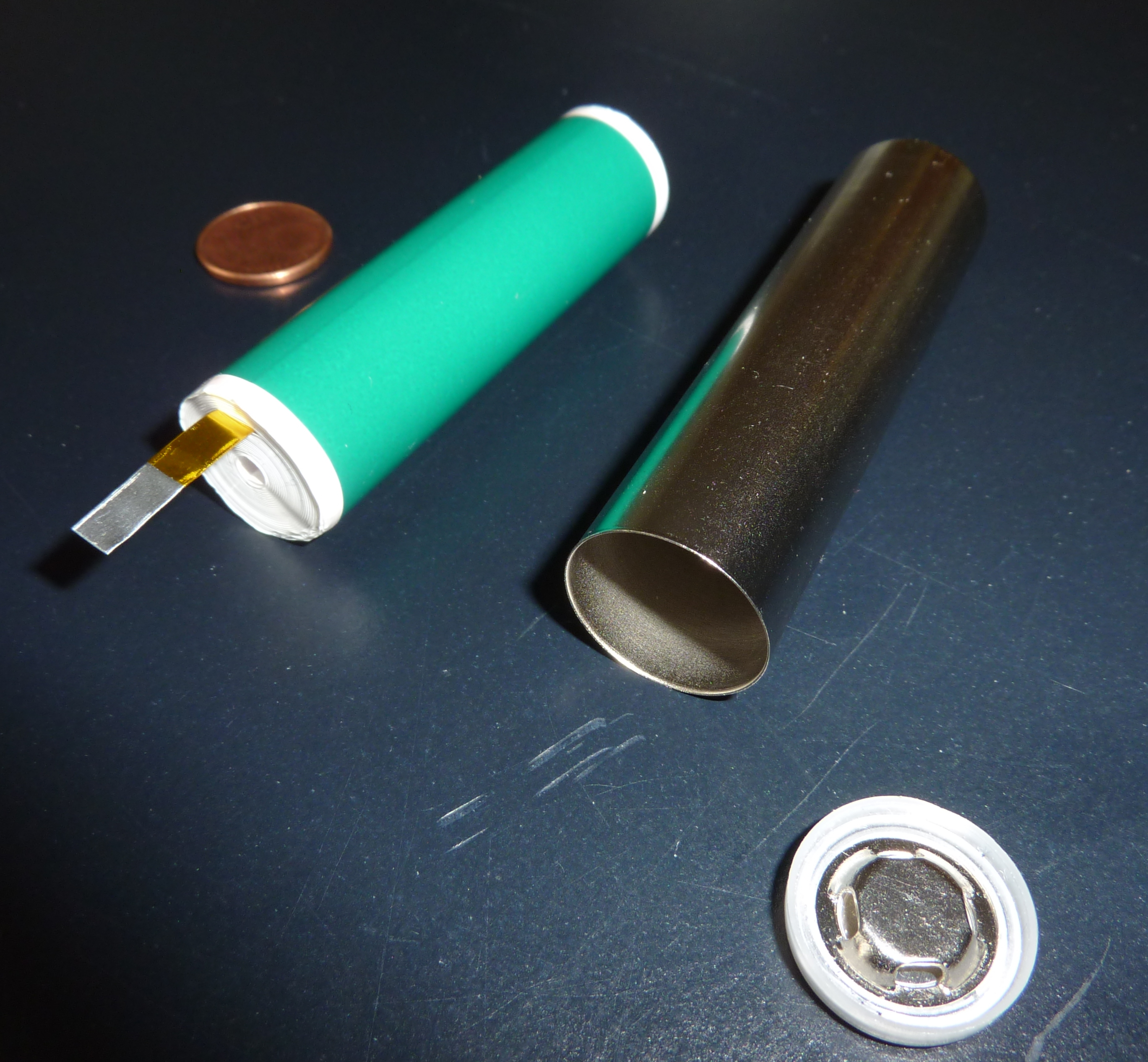
Akkuzelle im Format 18650, mit Stahlhülle. Davon wurden jeweils 6831 Stück im Roadster verbaut.

Basis des Energiespeichersystems von Tesla waren Lithium-Ionen-Rundzellen in der Größe des Formfaktors 18650. Dabei handelt es sich um Zylinder mit 18 mm Durchmesser und 65 mm Länge. Diese Größe war bis dahin schon milliardenfach für Laptops produziert worden. Die Rundzellen, in denen die Wirkschichten kostengünstig gewickelt werden, kosteten 2014 zwischen 190 und 200 Dollar pro kWh. Dagegen lagen die Kosten für großformatige Zellen, deren Wirkschichten aufwendig gestapelt oder gefaltet werden, wie sie von anderen Herstellern verwendet wurden, in einer Größenordnung von 240 bis 250 US-Dollar pro kWh.
Tesla schließt jede der Rundzellen in ein Stahlgehäuse ein, das die beim Laden und Entladen entstehende Wärme abführt. Die wegen der geringen Größe der Zellen relativ große Oberfläche ermöglicht die schnelle Abgabe entstehender Wärme an die wassergekühlte Umgebung und schützt die Zelle im Regelbetrieb vor Überhitzung.
Beim Batteriepack des Roadsters sind 69 Zellen parallel zu einem Block verdrahtet. Neun Blöcke sind je Lage in Reihe geschaltet und zu elf Lagen in das Satzgehäuse eingefügt. Insgesamt besteht ein Satz aus 6.831 Zellen. Das Batteriepaket wiegt ca. 408 kg, kann 56 kWh an elektrischer Energie speichern und liefert 215 kW an elektrischer Leistung als Spitzenwert. Für eine effiziente Wärmeübertragung wird Kühlflüssigkeit durch den Satz gepumpt. Dadurch weisen auch voneinander entfernte Zellen innerhalb des Packs nur wenige Grad Temperaturunterschied auf. Die Kühlung erfordert zwar Energie, bildet aber durch Bereitstellung der optimalen Betriebstemperatur und durch Einzelsteuerung der Zellen die Grundlage für das Erreichen einer hohen Lebensdauer des gesamten Pakets. Im Kühlsystem des Paketes sind Sensoren angebracht, die eine gezielte Steuerung der Kühlung ermöglichen. Bei Kälte wird das System umgekehrt zur Heizung der Zellen verwendet. Der ganze Pack ist von einer stabilen Stahlhülle umgeben.
Seit 2016 fertigt Tesla Akkus des größeren zylindrischen Zellformats 21700 mit 21 mm Durchmesser und 70 mm Länge. Da die Namensgebung, basierend auf Knopfzellen, deren Dicke/Länge damit in 1/10 mm angegeben wird, für diese deutlich längeren Zellen keinen Sinn macht, werden diese von Tesla als 21-70 bezeichnet. Diese Zellen werden für Energiespeicher und das Model 3 verwendet. Es wurde eine erhöhte spezifische Energie und weitere Kostensenkung erreicht. Stand Februar 2020 arbeitete Tesla Medienberichten zufolge daran, neben herkömmlichen Lithium-Ionen-Batterien auch Lithium-Eisenphosphat-Batterien in seinen E-Autos einzusetzen, die ohne den umstrittenen Rohstoff Kobalt auskommen und zugleich günstiger als diese sind. Seit Dezember 2020 werden diese im Model 3 eingesetzt.

### Ladenetzwerk

#### SchnellladestationenTesla Supercharger

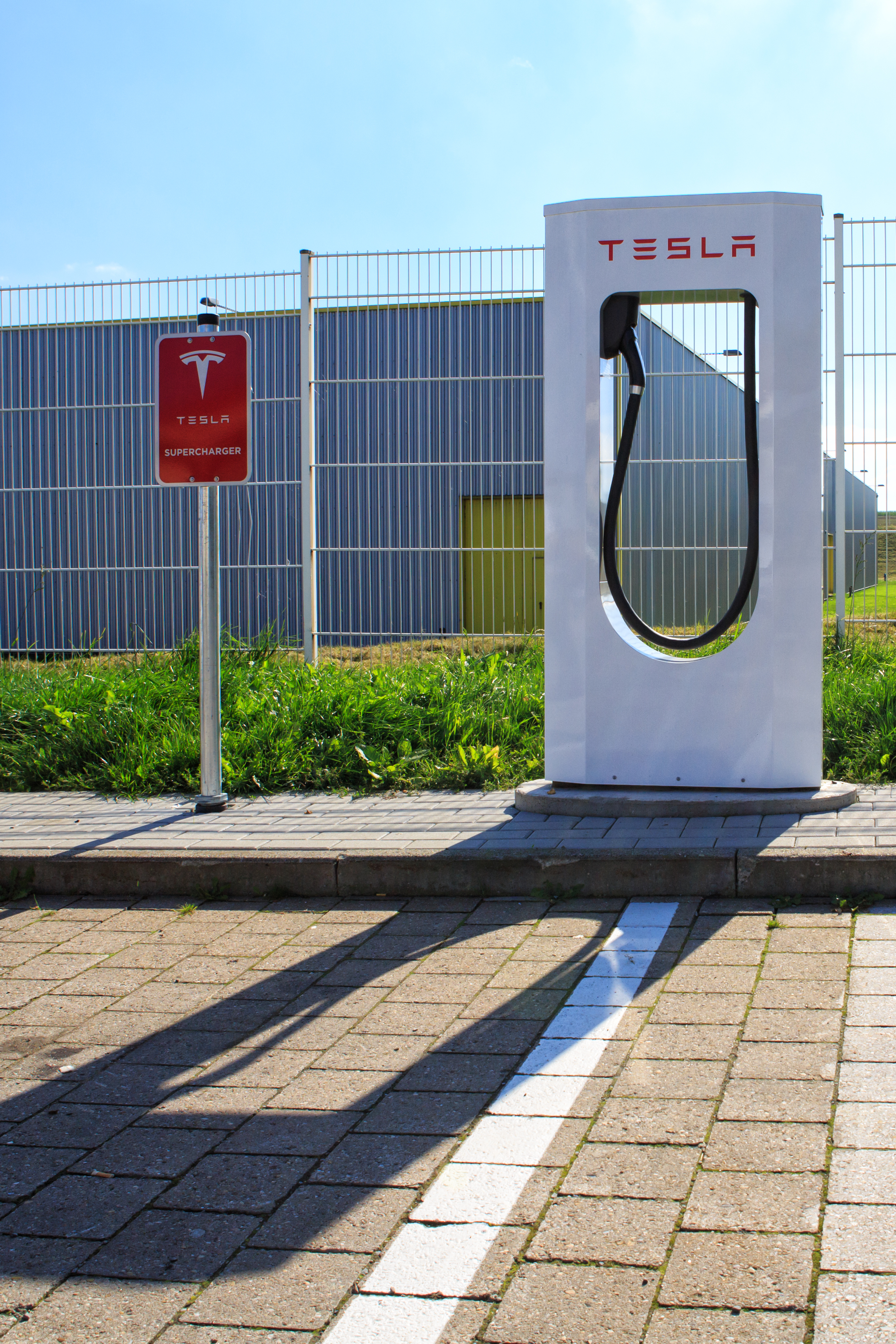
Tesla Supercharger-Ladeplatz bei Münchberg an der A9

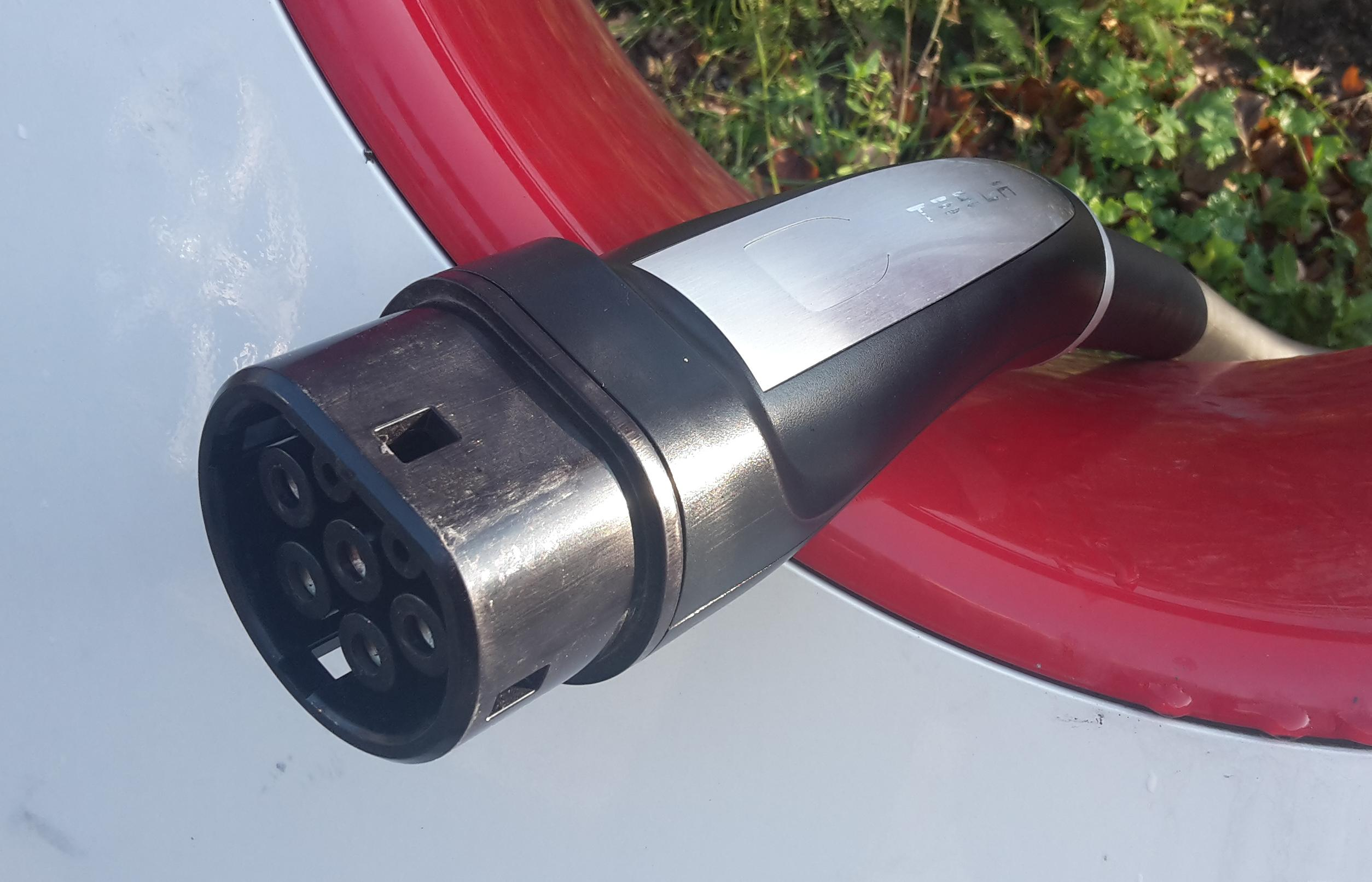
Europäischer Typ-2-Stecker an einem Tesla Supercharger

Unter der Bezeichnung Supercharger bietet Tesla seit 2012 ein Netzwerk von Schnellladestationen. Anfangs waren die Supercharger exklusiv für Tesla-Fahrzeuge vorgesehen. Im November 2021 startete Tesla mit der Öffnung der Supercharger für Fremdmarken.
Tesla-Fahrzeuge für den europäischen Markt werden abweichend zum US-Markt mit Ladesteckdosen des IEC 62196 Typ 2 ausgeliefert. Tesla wartete für seine Gleichstrom-Schnellladung nicht auf den neuen europäischen Ladestandard CCS Combo 2 mit zwei separaten Zusatzkontakten, sondern setzt die Gleichspannungsladung über erweiterte Typ-2-Kontakte um.
Beim Kauf eines Model S und Model X wurde bis 15. Januar 2017 das kostenlose Aufladen an den Tesla Superchargern für die Lebensdauer des Fahrzeuges mitverkauft, je nach Modell und Markt als kostenlose Standardausstattung oder kostenpflichtige Option.

#### Destination Charger
Als Ergänzung zu den Schnellladestationen bietet Tesla unter dem Namen Destination Charger Wechselstrom-Ladestationen mit 11 kW Ladeleistung an. Die Destination Charger werden von Hotels, Restaurants, Museen, Einkaufszentren etc. betrieben und dienen dem Laden während des Aufenthalts am jeweiligen Ort. In Europa gibt es laut Tesla über 35.000 Destination Charger. An Standorten mit mehreren dieser Ladestationen können an einzelnen, speziell markierten Ladestationen oft auch markenfremde Fahrzeuge geladen werden.

#### Batteriewechselstationen
Tesla hatte 2013 vor, die Supercharger-Stationen zu Batteriewechselstationen zum kompletten automatischen Tausch des Akkus in unter zwei Minuten aufzurüsten. Der Unterboden des Model S wurde dafür, auch im Sinne der Herstellung und Wartung, konstruiert. Als Ziel wurde genannt, diesen Tausch schneller und billiger anzubieten als eine reguläre Kraftstofftankfüllung, was 2013 demonstriert wurde. Dagegen wurde von Beobachtern vermutet, dass Tesla diese Lösung vor allem testete, um Umweltauflagen der CARB zu erfüllen und Fördermöglichkeiten in den USA zu nutzen.
Am 21. Juni 2013 erfolgte durch Elon Musk die Präsentation eines Akkuwechsels in 90 Sekunden auf einer Showbühne. Erst 18 Monate später wurde im Dezember 2014 die erste (und einzige) Station in Betrieb genommen.
Die Station wurde gegenüber einem Supercharger an der Harris Ranch bei Coalinga eingerichtet, gelegen zwischen San Francisco und Los Angeles. Jedoch nahmen nur wenige Kunden das Angebot an, sodass das Konzept nicht weiter ausgebaut wurde.
Im Juni 2015 berichtete Musk über ein schwaches Kundeninteresse und meinte, dass ein Weiterverfolgen des Konzepts unwahrscheinlich sei. Ende 2016 wurde die Prototyp-Batteriewechselstation geschlossen und berichtet, dass ein Akkuwechsel dort im Durchschnitt 7 Minuten gedauert habe und unter menschlicher Mitwirkung erfolgte.

### Tesla Energy

#### Prinzipien
Tesla gab Ende April 2015 bekannt, noch im Laufe des Sommers Lithium-Ionen-Batteriespeicher anzubieten, für Privathaushalte die Tesla Powerwall (10 kWh und 7 kWh), und das Tesla Powerpack für Unternehmen (100 kWh). Laut Bloomberg war die Produktlancierung sehr erfolgreich. Allein in der ersten Woche seien Bestellungen im Volumen von 800 Millionen USD getätigt worden.
Außerdem werden unter Tesla Energy auch Solarglass-Dächer verkauft, die als Ziegel und Solaranlage in einem fungieren. Tesla wirbt mit einer Haltbarkeit von 25 Jahren und Wind-, Feuer- sowie Hagelfestigkeit.
Die ersten Batteriespeicher wurden im Werk in Fremont produziert. Seit Herbst 2015 werden die Einheiten im bereits fertiggestellten Teil der Gigafactory Nevada zusammengebaut.
Tesla Megapacks sind Batteriespeicherkraftwerke, die ursprünglich in der Gigafactory Nevada hergestellt wurden, später wurde die Produktion in die speziell dafür errichtete Megafactory Lathrop verlagert, im Dezember erwarb Tesla im Raum Shanghai ein Grundstück, um dort eine weitere Megafactory zu errichten. Im ersten Quartal 2023 lieferte Tesla mehr Batteriespeicherkraftwerksleistung aus, als 2016 global installiert war.

### Autopilot
Tesla-Fahrzeuge ab Oktober 2014 besitzen Hardware für diverse Fahrerassistenzsysteme, die als „Autopilot“ (AP) bezeichnet werden. Dazu gehört im Fahrbetrieb ein Spurhalteassistent (Auto-Steer) für Schnellstraßen, ein Abstandsregeltempomat (ACC), ein Spurwechselassistent sowie ein Notbremsassistent (AEB). Dazu gibt es einen Park-Assistenten (Auto-Summon), der auch ohne Personen an Bord funktionieren kann, wo dies erlaubt ist. Die Nutzung des Autopilots kann ab Auslieferung oder später gegen Gebühr freigeschaltet werden.
Die Technik des Autopilot-Assistenzsystems wurde zunächst von Mobileye zugeliefert und hatte nur eine nach vorne gerichtete Kamera. Nachdem es zu einem tödlichen Unfall gekommen war, beendete Mobileye die Zusammenarbeit mit Tesla aus Sicherheitsbedenken und Tesla entschloss sich, ein eigenes System zu entwickeln (AP2).
Durch Over-the-Air-Updates über Mobilfunk werden die Funktionen mehrfach im Jahr auch für bereits ausgelieferte Fahrzeuge verbessert. Durch Überwachung/Logging der Fahrfunktionen im realen Verkehr, Übermittlung von Fahrdaten an den Hersteller, Fehleranalyse und aktive Weiterentwicklung der Autopilot-Software, gekoppelt mit einer Softwareverteilung über die Luftschnittstelle in bestehende Fahrzeuge versucht Tesla, einen Geschwindigkeitsvorteil in der Weiterentwicklung der Steuerungssoftware zu bekommen. Das Ziel dieser Entwicklung ist, dass bei aktivierter Autopilot-Funktion im statistischen Mittel die Unfallrate kleiner sein soll als bei einem menschlichen Fahrer.

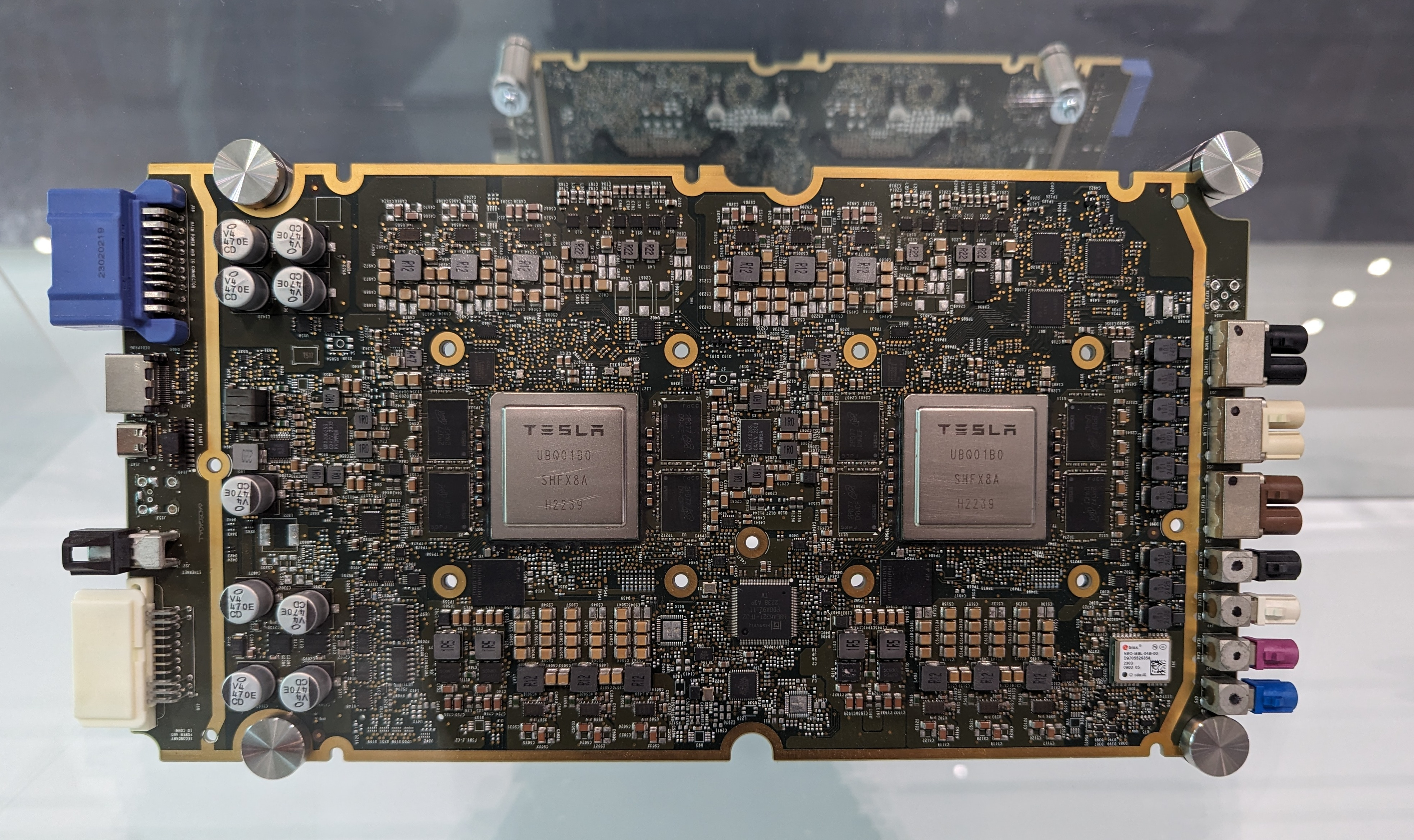
Teslas UBQ01B0-FSD-Chip

Das zusätzliche Hardwareupdate „Autopilot 2.0/Full Self Driving (FSD) Capability“ soll die technischen Voraussetzungen für vollständige Autonomie einführen. Durch die Verbindung redundanter Kamera-, Radar- und Ultraschall-Systeme (Kamera genannt „Tesla Vision“) mit leistungsfähiger Bildverarbeitung soll das Auto in Zukunft auf nahezu allen Strecken vollkommen autonom unterwegs sein, wobei, im Gegensatz zu vorherigen Versionen des Autopiloten, weder ein vorherfahrendes Auto, noch Straßenmarkierungen nötig seien. Die Einschaltung dieser Funktionen war ursprünglich für das Jahr 2018 geplant und stellte sich als zu ambitiös heraus, wobei diese Angabe abhängig von juristischen Entscheidungen der Länder, die diese selbstfahrenden Systeme legalisieren müssen, variieren kann. 2020 rückte Tesla durch die Veröffentlichung der FSD Beta aber einen Schritt näher an dieses Ziel.
Im Juli 2023 wurde der eigene Supercomputer namens Tesla Dojo aufgebaut, um das Maschinelle Lernen für ihr Fahrerassistenzsystem Full Self-Driving (FSD) zu verbessern. Das Ziel von Dojo ist es, die Millionen von Terabyte an Videodaten, die aus den realen Fahrsituationen von den fünf Millionen Tesla Autos stammen und die deren Kameras ständig erfassen, effizient zu verarbeiten. Der von Tesla selbstentworfene D1-Chip im Dojo ist redundant, eine der Voraussetzungen für das Autonome Fahren. Laut eigener Aussage von Tesla soll Dojo bis Ende 2024 die weltweit größte Rechenleistung besitzen. Im August 2025 wurde das Projekt Dojo eingestellt.
Im Februar 2025 wurde der Tesla Autopilot von einem deutschen Gericht aufgrund von Phantombremsproblemen für den normalen Gebrauch als mangelhaft befunden.

#### Geschichte
Im Oktober 2016 wurde das Hardware-update „Enhanced Autopilot“ vorgestellt, das erweiterte Autonomie für die ab Ende 2016 hergestellten Fahrzeuge ermöglichen sollte. Eine halbautonome Steuerung des Fahrzeugs sollte zum Beispiel den Spurwechsel und den Wechsel von Autobahn zu Autobahn übernehmen. Nach dem update verfügten Neufahrzeuge zunächst nicht über den bisherigen Funktionsumfang. Durch Over-the-Air-Updates werden regelmäßig verbesserte Softwareversionen eingespielt.

##### AP1
Die Technik der Version 1.0 (AP1) wurde bis Sommer 2016 von Mobileye zugeliefert.
Mit der Einführung der Softwareversion 7.0 war es seit dem 14. Oktober 2015 möglich, den Autopiloten zu verwenden. Dabei musste der Fahrer jederzeit eingreifbereit bleiben. Das Fahrzeug konnte der Spur folgen und diese auch wechseln, aber noch nicht mit Hilfe des Navigationssystems komplett alleine zu einem Ziel fahren. Auch an Kreuzungen war beispielsweise noch das Eingreifen des Fahrers nötig. An Ampeln musste der Fahrer auf Rotlicht achten und selbst reagieren. Der Autopilot beinhaltete einen:
- Abstandsregeltempomat (ACC),
- Spurhalteassistent (Auto-Steer),
- Spurwechsel-Assistent und
- Park-Assistenten (Auto-Summon). Der Ein-/Aus-parkassistent funktionierte über einige Meter, auch, wenn sich der Fahrer außerhalb des Fahrzeugs befand.

Der AP verband damit die Funktionen der genannten und weiterer Fahrerassistenzsysteme.
Nach einem Unfall mit Todesfolge am 7. Mai 2016 in den USA reagierte Tesla mit einem Software-Update, das die Informationen des verbauten Frontradars besser nutzte und die Daten der Frontkamera gerade bei widriger Beleuchtung besser ergänzte.
Tests u. a. vom Juni 2016 legten dar, dass der Autopilot im Tesla das fortgeschrittenste System war, das es zu dieser Zeit am Markt gab. Seit der Einführung des Autopiloten bis 2017 verringerte sich die Unfallrate um etwa 40 Prozent. Das höhere Sicherheitsniveau führte zu teilweise geringeren Versicherungsprämien.

##### AP2
Seit Oktober 2016 wurde die neue Version 2.0 (AP2) eingebaut, die wesentlich mehr Kameras hatte, aber zunächst deutlich schlechter funktionierte.
Die Autopilot-Hardware 2.0 (seit Oktober 2016) sollte es zukünftig erlauben, die Fahrzeuge vollautonom, d. h. nach dem SAE Level 5 fahren zu lassen. Tesla gab zu der Zeit an, dass der vollautonome Zustand Ende 2017 erreicht sein werde. Dann sollte eine Demonstrationsfahrt von San Francisco nach New York durchgeführt werden, bei der ein Tesla-Fahrzeug die Strecke unbemannt zurücklegen sollte. Im Dezember 2017 wurde diese Prognose von Elon Musk korrigiert. Er erklärte, dass Tesla Level 5 in drei Jahren (Ende 2020) erreichen könne.
Mit Stand November 2022 durften in Deutschland lediglich Fahrzeuge von Mercedes auf Level 3 fahren. Kein Fahrzeug von Tesla durfte auf einem höheren Level als 2 gefahren werden.
Im Unterschied zu Wettbewerbern tendiert Tesla dazu, nur Kamerasysteme zu verwenden und auf Radarsysteme und Lidar zu verzichten. Teslas CEO Musk lehnt zusätzliche Systeme, wie etwa Radar- oder Lasersensoren ab, da sie seiner Meinung nach „eine Krücke“ seien.

#### Unfälle
Ein Tesla-Fahrer starb am 7. Mai 2016 in den USA, nachdem ein entgegenkommender linksabbiegender Sattelzug ihm die Vorfahrt genommen hatte. Weder Autopilot noch Fahrer hatten eine Bremsung eingeleitet, so dass der Wagen unter dem Auflieger hindurchfuhr, wobei das Dach abgerissen wurde. Das Fahrassistenz-System soll den Sattelauflieger, der keinen seitlichen Unterfahrschutz besaß, mit einem hochhängenden Schild verwechselt haben. Die National Highway Traffic Safety Administration leitete formal Ermittlungen ein.
Am 28. September 2016 kollidierte ein Model S mit aktivierter Autopilot-Funktion auf der A 24 bei Hamburg mit einem Reisebus. Der Fahrer des Model S wurde dabei leicht verletzt. Auf Basis vorläufiger Informationen berichteten Medien, der Unfall sei vom Autopiloten verursacht worden. Weitere Ermittlungen der Polizei ergaben allerdings, dass die Schuld für den Unfall beim Busfahrer lag.
Seit Jahresbeginn 2018 sind drei Unfälle in den USA bekanntgeworden, bei dem Tesla-Fahrzeuge mit laufendem Autopilot-Assistenten auf parkende Einsatzfahrzeuge auffuhren.
Amerikanische Unfallermittler der Behörde NTSB untersuchten 2018 auch einen tödlichen Crash, bei dem ein Tesla mit „Autopilot“ im März in einen Betonpoller auf der Autobahn im Silicon Valley steuerte.
Im März 2021 wurden zwei weitere schwere Unfälle in den USA bekannt. Dennoch kündigte Tesla 2021 den Verzicht auf die Radarsensorik an; dies greift zunächst bei den Model-3- und Model-Y-Fahrzeugen für den nordamerikanischen Markt. Damit gehen Einschränkungen der Autopilotfunktion beispielsweise beim Lenkassistenten Autosteer einher. Infolgedessen weist die U.S. National Highway Traffic Safety Administration (NHTSA) seit dem 27. April das Model 3 und Model Y nicht mehr als mit automatisierter Notbremsung, Frontkollisionswarnung und Spurhalteassistent ausgestattet aus. Bis Juni 2021 untersucht die NHTSA 30 Unfälle im Zusammenhang mit dem Autopiloten, wovon bislang in drei Fällen eine Beteiligung des Autopiloten ausgeschlossen werden konnte.

### Tesla-App
Jeder Tesla ab dem Model S hat standardmäßig ein fest eingebautes Mobilfunk-Modem. Tesla stellt eine mobile App für Android und iOS zur Verfügung, die das Smartphone des Besitzers mit dem Auto verbindet. Folgende Funktionen können beispielsweise über die App in der Version 3.3.4 gesteuert werden:
- Visualisieren (beispielsweise:
  - der Innenraumtemperatur,
  - des Batterieladezustands oder
  - ob das Fahrzeug abgeschlossen ist)
- Aufschließen des Fahrzeuges
- Starten des Fahrzeuges
- Klimaanlage / Heizung einschalten und Temperatur einstellen
- Fahrzeug hupen und blinken lassen
- Kofferräume und Schiebedach öffnen oder schließen
- Ladeoptionen einstellen
- Fahrzeug herbeirufen (vorwärts / rückwärts)

### Robotik
Seit 2022 entwickelt das Unternehmen einen humanoiden Roboter namens Optimus. Optimus soll dieselbe Kernsoftware nutzten, die auch hinter der Technologie von Tesla für selbstfahrende Autos steckt. CEO Elon Musk hat angekündigt, dass er in den Tesla-Fabriken eingesetzt werden könnte, um den Arbeitskräftemangel durch die Automatisierung repetitiver Aufgaben zu verringern. Der Roboter (ein Prototyp wurde 2022 vorgestellt) soll eventuell auch als eigenes Tesla-Produkt verkauft werden.

## Standorte

### Tesla Stores

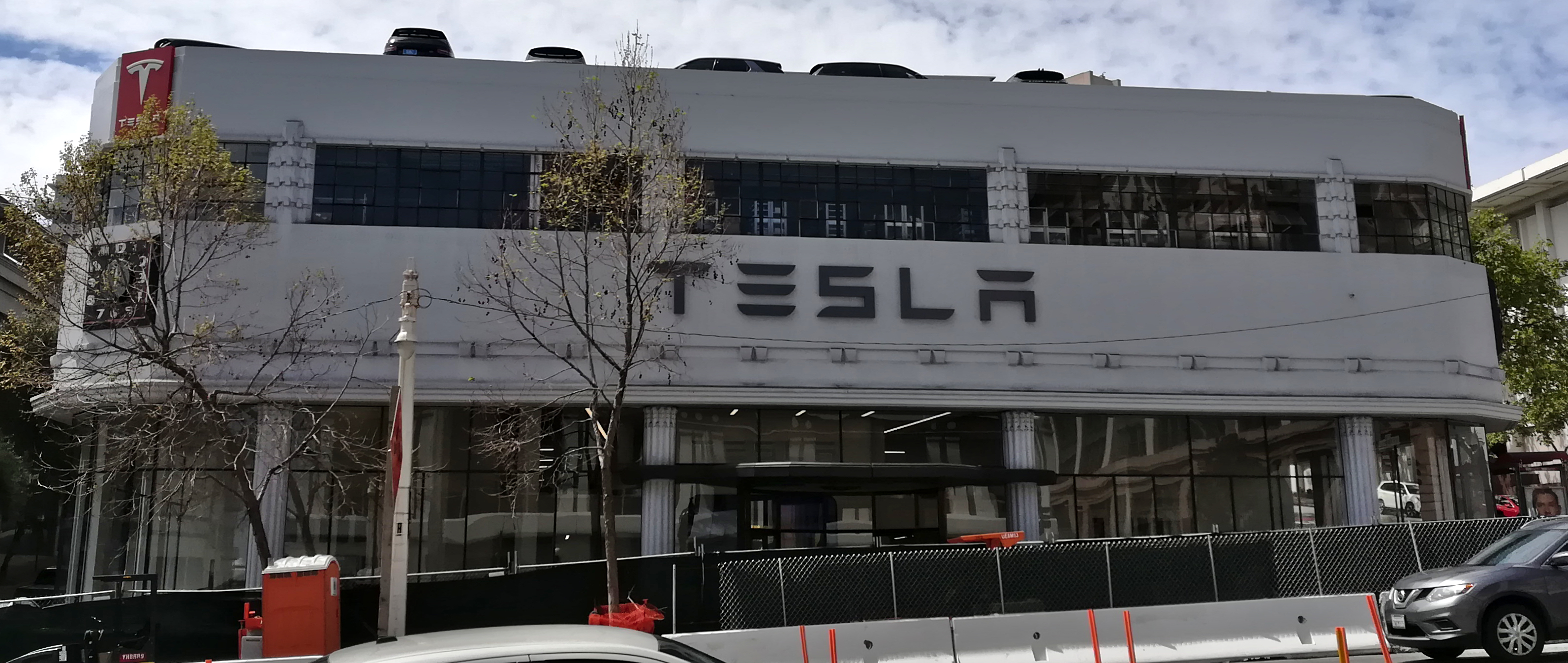
Tesla Store in San Francisco

Neben dem Hauptsitz und mehreren Produktionsstätten unterhält Tesla unter anderem zahlreiche Stores (amerikanisch für Ladengeschäft). In West Los Angeles wurde 2008 der erste Store eröffnet, gefolgt von einem weiteren in Menlo Park und weiteren im Laufe des Folgejahres. 2011 waren es 18 weltweit, die meisten davon in den USA und Europa. Anfang 2018 gab Tesla 300 Stores weltweit an. 32 Tesla Stores waren es 2023 in Deutschland, 13 in der Schweiz und sechs in Österreich. Teilweise werden die Ladengeschäfte als Schauraum oder Galerie geführt, da in vielen US-Bundesstaaten ein Direktverkauf durch Automobilhersteller nicht erlaubt ist. Entsprechende bundesstaatliche Gesetze, die lokale Autohändler schützen sollen, versucht Tesla gerichtlich und politisch zu Fall zu bringen.

### Unternehmenssitz
Tesla wurde in San Carlos im Silicon Valley gegründet. Im August 2009 wurde Palo Alto als zukünftiger Firmensitz bestimmt. 2021 wurde der Umzug nach Austin verkündet.

### Tesla Factory
Im Mai 2010 erwarb Tesla für 42 Millionen US-Dollar von Toyota ein PKW-Werk in Fremont (Kalifornien), das sich in der Nähe des Firmensitzes befindet. Das Werk wurde zuvor von Toyota und General Motors (GM) im Rahmen des Joint Ventures NUMMI betrieben, ehe es im April 2010 infolge der Insolvenz von GM stillgelegt wurde. Die Produktionsstätte wurde im Oktober 2010 von Tesla wiedereröffnet. Seit 2012 wird dort das Model S, seit 2015 das Model X, seit 2017 das Model 3 und seit 2020 das Model Y in Serie produziert.

### Gigafactory 1
Tesla baut in Reno (Nevada) gemeinsam mit Panasonic eine Fabrik für Lithium-Ionen-Zellen und Batteriepakete, die bis 2020[veraltet] etwa 500.000 Elektroautos mit preisgünstigen Batterien versorgen sollte. Sie ist Teil einer Strategie, Elektroautos für einen breiteren Kundenkreis zu bauen. Angestrebt wurde, die Kosten für ein Akkupaket bis zum Jahr 2017 um 30 Prozent gegenüber den Gestehungspreisen von 2014 zu senken. Die Bauarbeiten begannen im Mai 2014. Ein erster Teil der Fabrik wurde am 30. Juli 2016 eingeweiht. Das auf 4 bis 5 Milliarden US-Dollar veranschlagte Projekt, in das Tesla selbst 2 Milliarden US-Dollar investieren wollte, sollte etwa 6500 Personen beschäftigen. Die Fabriknutzfläche wurde auf ≈1 Quadratkilometer (10 Millionen ft²) geschätzt, es sollten 2 bis 4 Quadratkilometer (500 bis 1.000 acres) Land erworben werden. Zum Projekt gehören Erneuerbare-Energien-Anlagen wie Solar- und Windkraftanlagen. Laut Tesla kamen ursprünglich die US-Bundesstaaten Texas, Nevada, Arizona, New Mexico und Kalifornien als Standort infrage. Im September 2014 wurde der Standort in der Nähe von Reno bekanntgegeben. Um Tesla in Reno anzusiedeln, stellte Nevada insgesamt 1,9 Milliarden US-Dollar an Steuervergünstigungen und anderen Erleichterungen zur Verfügung. In einer Sondersitzung verabschiedeten der Senat und das Unterhaus Nevadas eine Reihe von Gesetzesänderungen jeweils einstimmig, die Tesla 1,3 Milliarden US-Dollar an Steuererleichterungen gewährten. 2023 kündigte Tesla an, mehr als 3,6 Milliarden Dollar in die Erweiterung zu investieren, um gleich zwei neue Fabriken zu errichten, die für die Massenproduktion des Semis und die Herstellung von Batteriezellen des Typs 4680 zuständig sein sollen.

### Gigafactory 2
Die Gigafactory 2 ist eine Photovoltaikfabrik, die von der Tesla-Tochter SolarCity in Buffalo, New York, gemietet wird. Die Fabrik, die dem Staat New York gehört, wurde auf einer sanierten Brachfläche eines ehemaligen Stahlwerks der Republic Steel errichtet. Der Bau der Fabrik begann 2014 und wurde von 2016 bis 2017 abgeschlossen. Nach der 2016 erfolgten Inbetriebnahme der Gigafactory 1 bei Reno, Nevada, begann Tesla, die SolarCity Gigafactory als Gigafactory 2 zu bezeichnen.

### Gigafactory 3 (China)
Am 7. Januar 2019 legte Elon Musk zusammen mit dem Bürgermeister von Shanghai, Ying Yong, den Grundstein zum Bau der ersten Produktionsstätte außerhalb der Vereinigten Staaten, der Gigafactory 3 in Nanhui New City (Shanghai) in der Volksrepublik China. In dem Werk, das erstmals vollständig einem ausländischen Autohersteller gehört, wird seit Ende 2019 das Model 3 produziert und seit Anfang 2020 das Model Y. Die ersten fünfzehn Autos aus der Gigafactory 3 wurden am 30. Dezember 2019 ausgeliefert. Im Endausbau sollte das Werk ursprünglich eine Produktionskapazität von jährlich 500.000 Fahrzeugen haben, im September 2022 wurde die Rate von einer Million Autos pro Jahr überschritten.

### Gigafactory 4 (Berlin-Brandenburg)

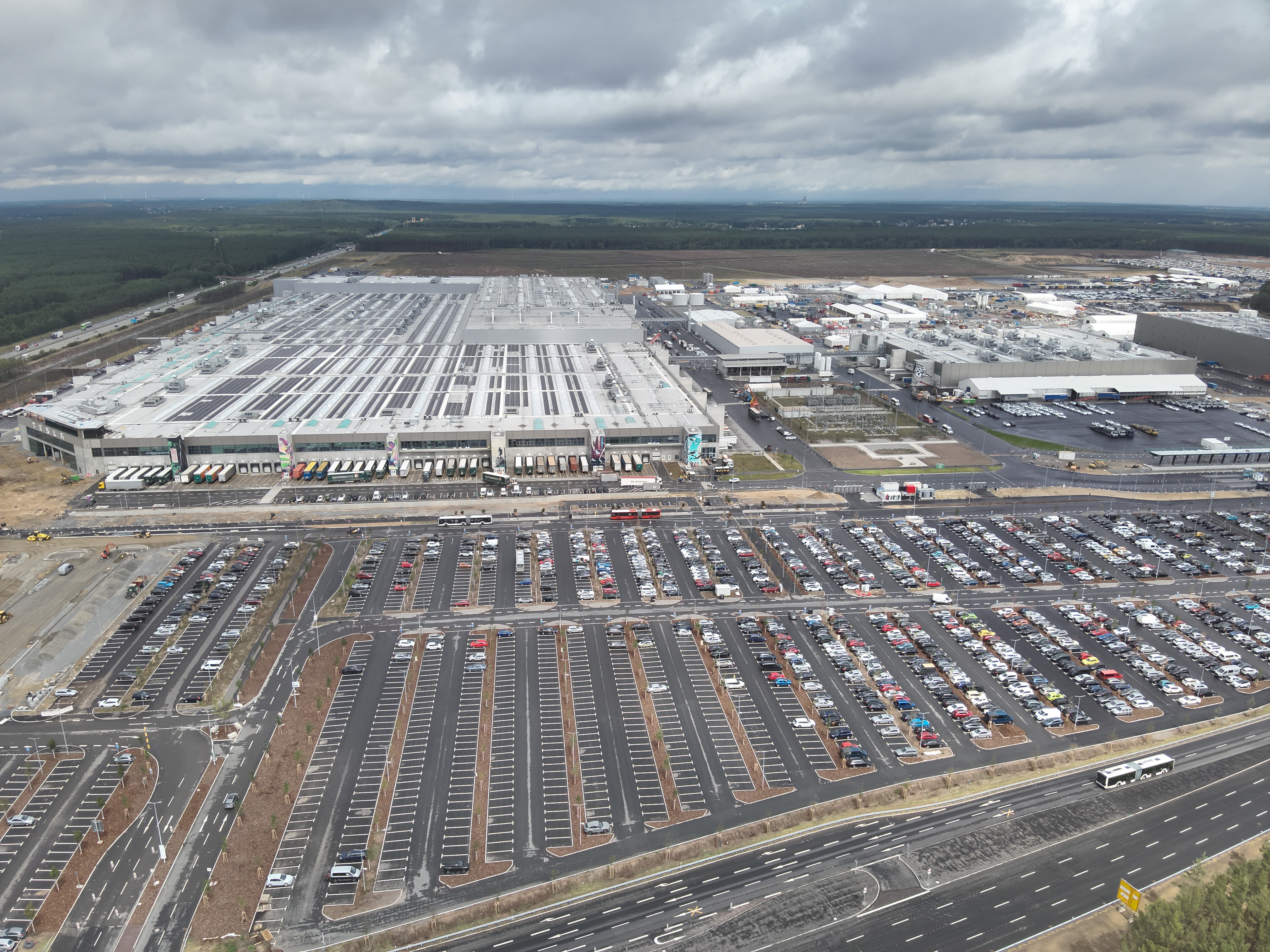
Tesla Gigafactory Berlin-Brandenburg

Seit März 2022 produziert Tesla das Model Y in der Gigafactory 4 in Grünheide, in der Nähe des Flughafens Berlin Brandenburg. Die Fabrik beschäftigte im März 2023 10.000 Mitarbeiter. Das Unternehmen wurde in kürzester Zeit zum größten industriellen Arbeitgeber und Ausbildungsbetrieb im Land Brandenburg. Ein Jahr nach Produktionsstart liefen etwa 5.000 Elektroautos pro Woche vom Band. Am 12. November 2019 hatte Elon Musk anlässlich der Verleihung des „Goldenen Lenkrads“ im Gespräch mit Moderatorin Schöneberger den Bau der Gigafactory angekündigt. In Berlin selbst solle zudem ein Design- und Entwicklungszentrum entstehen. Die geplante Batteriefabrik auf dem gleichen Gelände wird aufgrund steuerlicher Anreize der US-Regierung (Inflation Reduction Act) verzögert umgesetzt.
Laut Brandenburgs Wirtschaftsminister Jörg Steinbach sollten durch die Investition in mehrfacher Milliardenhöhe „in der ersten Ausbaustufe über 3000 Arbeitsplätze“ entstehen, in Analogie zur Tesla-Fabrik in Shanghai schätzte er in der Vollausbaustufe „7000 bis 8000 Arbeitsplätze“. Der Start der Bauarbeiten erfolgte im Februar 2020. Allerdings stoppte das Oberverwaltungsgericht Berlin-Brandenburg die Arbeiten zwei Tage später auf Ersuchen der Grünen Liga Brandenburg. Die Fertigstellung und Aufnahme der Produktion erfolgte nach nur zwei Jahren Bauzeit am 22. März 2022. Bei Eröffnung war für 2025 eine Kapazität von 500.000 Fahrzeugen pro Jahr geplant, die von 12.000 Angestellten gebaut werden sollten, was unter der Produktionskapazität von 570.000 Fahrzeugen von VW in Wolfsburg liegen würde. 2022 waren 54.000 Fahrzeuge geplant. Die Batteriefabrik auf dem Gelände befand sich im März noch im Aufbau. Im November wurden Pläne des Unternehmens publik, weitere Gebäude errichten zu wollen, um die jährliche Kapazität auf eine Million Fahrzeuge zu steigern.

### Gigafactory 5 (Texas, USA)
Am 22. Juli 2020, während der Bekanntgabe der Quartalszahlen des 2. Quartals 2020, kündigte Tesla an, dass Del Valle im Travis County, nahe Austin der zukünftige Standort für die Gigafactory 5 sein werde. Unter anderem hatten sich auch Nashville (Tennessee) und Tulsa (Oklahoma) Hoffnungen gemacht, bekamen aber keinen Zuschlag.
Ende Juli 2020 begannen bereits die ersten Arbeiten an der Konstruktion der Gigafactory 5. Ende 2021 wurde dort die Produktion des Model Y aufgenommen. Die Kosten betrugen 1,1 Milliarden US-Dollar. Primär sollen zunächst Produktionsstraßen für den Tesla Cybertruck und den Semi entstehen. Später sollen auch Model 3, Model S und Model X in Texas produziert werden.

### Megafactory Lathrop/Kalifornien
Im September 2021 verkündete der Bürgermeister der kalifornischen Stadt Lathrop, dass Tesla dort eine Fabrik bauen wolle, im Oktober wurde dies von Elon Musk bestätigt, im Oktober 2022 lief die Produktion bereits und Tesla suchte mit einem Werbevideo weitere Mitarbeiter. In dem Werk werden ausschließlich Megapacks gefertigt, am 3. Mai 2023 wurde das letzte Megapack in Nevada gefertigt, deren Produktion wurde seit diesem Zeitpunkt in Lathrop konzentriert. Im ersten Quartal 2023 lieferte Tesla knapp 3,9 GWh Batterie-Speicherkraftwerke aus, was ca. 1,9 GW Leistung entspricht, mehr als die weltweit installierte Leistung 2016. Am 4. November 2024 wurde in Lathrop die Produktion des 10.000-sten Megapacks gefeiert. Die zu diesem Zeitpunkt in der Nähe der Gigafactory Shanghai in Bau befindliche Shanghai Megafactory soll die gleiche Menge zukünftig jährlich produzieren. Im Februar 2025 lag die Produktionskapazität in Lathrop bei  40 GWh/Jahr, was etwa den 10.000 geplanten Einheiten entspricht.

### Megafactory Shanghai
Am 11. Februar 2025 wurde die Megafactory Shangai eröffnet, dort werden seitdem, dem Namen entsprechend, Megapacks gefertigt.

### Gigafactory 6 (Nuevo León, Mexiko)
Der Bau der Gigafactory wurde offiziell vom mexikanischen Präsidenten Andrés Manuel López Obrador am 28. Februar 2023 angekündigt und später von Tesla bestätigt. Die Anlage sollte für den Bau eines Tesla-Modells der nächsten Generation und weiterer Fahrzeuge beruhend auf derselben Plattform genutzt werden, wodurch die Produktionskosten deutlich gesenkt werden sollen, um günstigere Modelle anbieten zu können. Das Gesamtinvestment für den Bau der Anlage soll knapp 10 Milliarden US-Dollar betragen und 35.000 direkte und indirekte lokale Arbeitsplätze schaffen. Das Grundstück der Fabrik soll eine Fläche von 1700 Hektar aufweisen, es sollte dort die bisher größte Gigafactory des Unternehmens und die größte Elektroautofabrik der Welt entstehen. Aufgrund von Ankündigungen des designierten US-Präsidenten Trump, gegen das Nordamerikanische Freihandelsabkommen vorzugehen, wurde der Bau der Fabrik zurückgestellt.

### Niederlassungen in Europa
Im Juni 2009 wurde in London die erste Verkaufsstelle von Tesla in Europa eröffnet, gefolgt von jeweils einem Schauraum in München und Monaco. 2010 wurde das erste Tesla-Geschäft in der Schweiz eröffnet. Das europäische Hauptquartier zog 2013 von Maidenhead nach Amsterdam um. In einer Fabrik im niederländischen Tilburg begann im August 2013 die Endmontage des Model S für europäische Kunden, zunächst ausgelegt für die Montage von 200 Fahrzeugen pro Woche. Die Fertigungskapazität in Tilburg wurde 2015 durch eine weitere Fertigungsstätte erweitert. Zunächst konzipiert für die Montage von 450 Fahrzeugen pro Woche, wurden 2018 120 Fahrzeuge pro Tag montiert. 2018 kam in Tilburg ein dritter Standort hinzu, der als Ersatzteilauslieferungslager genutzt wird.
Tesla unterhält mittlerweile (Stand 2023) zahlreiche Stores und Service Center in Deutschland, u. a. in Augsburg, Berlin, Bielefeld, Braunschweig, Bremen, Darmstadt, Dortmund, Dresden, Duisburg, Düsseldorf, Erfurt, Frankfurt/M., Freiburg, Fürth, Gießen, Hamburg, Hannover, Heilbronn, Ingolstadt, Karlsruhe, Kiel, Koblenz, Köln, Leipzig, Magdeburg, Mannheim, München, Münster, Neu-Ulm, Nürnberg, Oldenburg/O., Regensburg, Rostock, Saarbrücken und Stuttgart. In Österreich gibt es solche in Graz, Innsbruck, Klagenfurt, Linz, Salzburg und Wien; in der Schweiz u. a. in Basel, Bellinzona, Bern, Cham ZG, Genf, Lausanne, St. Gallen, Studen BE, Winterthur und Zürich.
Am 3. Januar 2017 wurde Grohmann Engineering in Prüm in der Eifel von Tesla übernommen und wird seit dem 22. März 2017 als Tesla Grohmann Automation GmbH weitergeführt. Im Oktober 2020 wurde bekannt, dass Tesla mit ATW eine weitere Firma in Rheinland-Pfalz übernimmt.

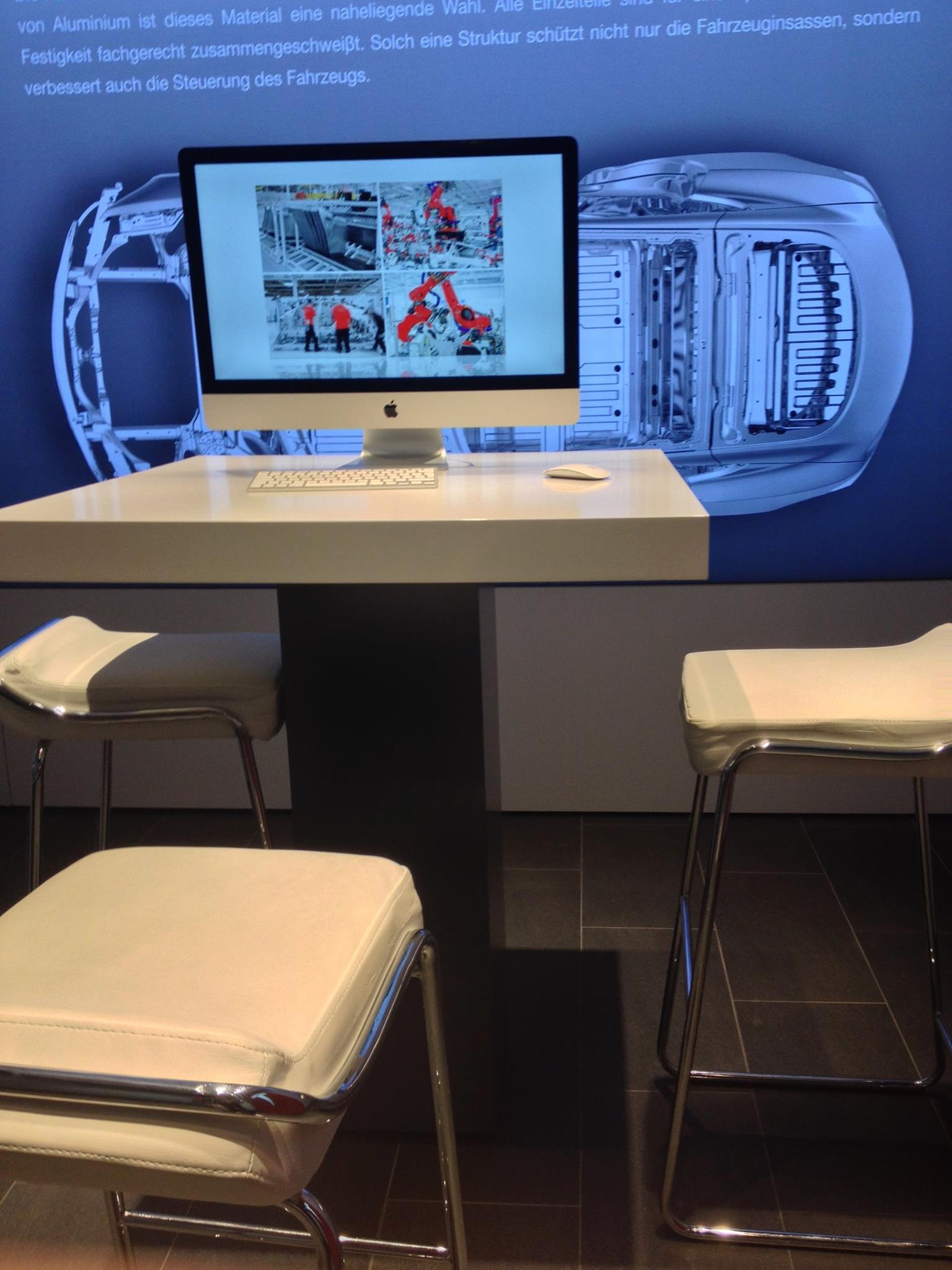
Tesla Schauraum in Berlin, Innenaufnahme
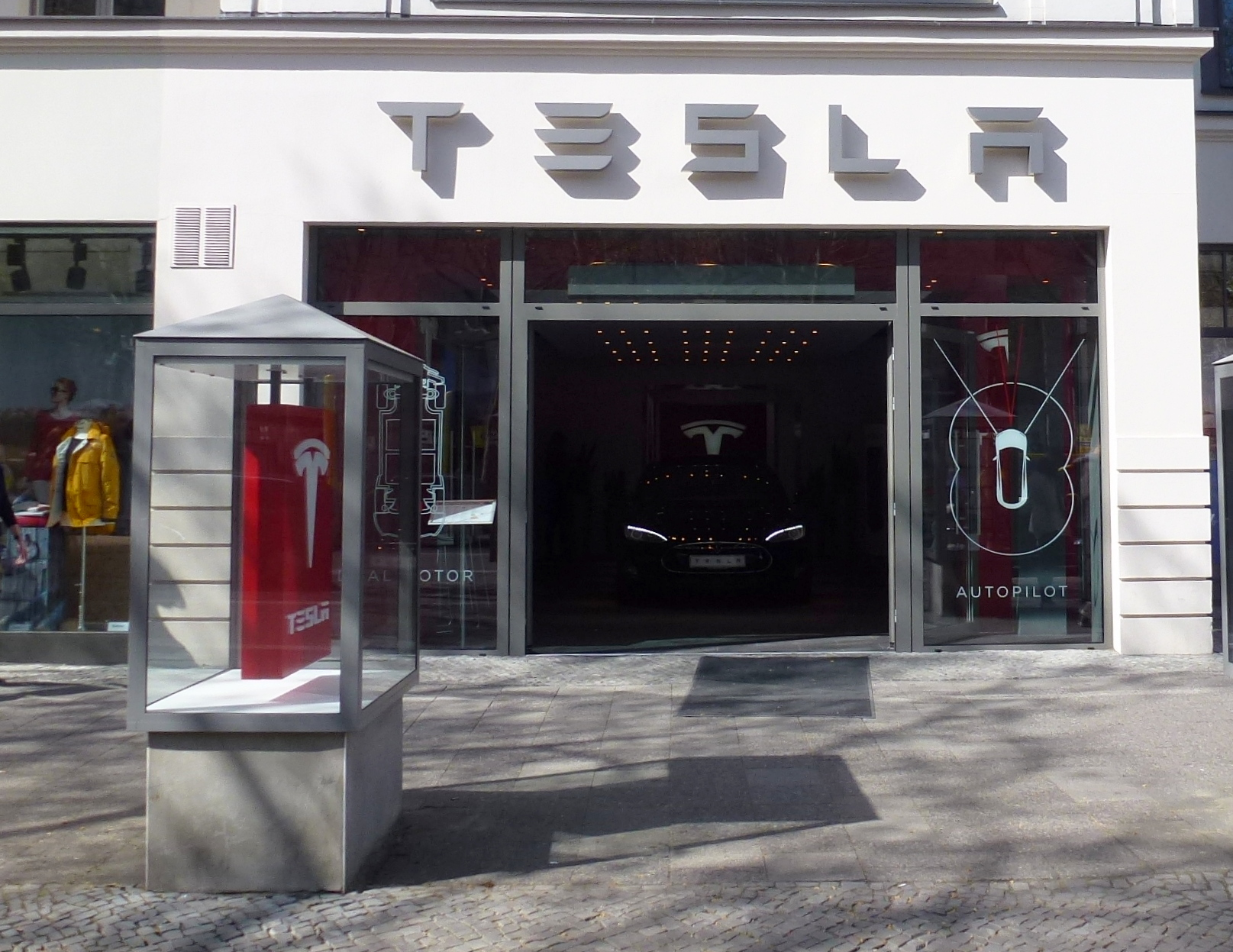
Tesla Motors Berlin, Kurfürstendamm
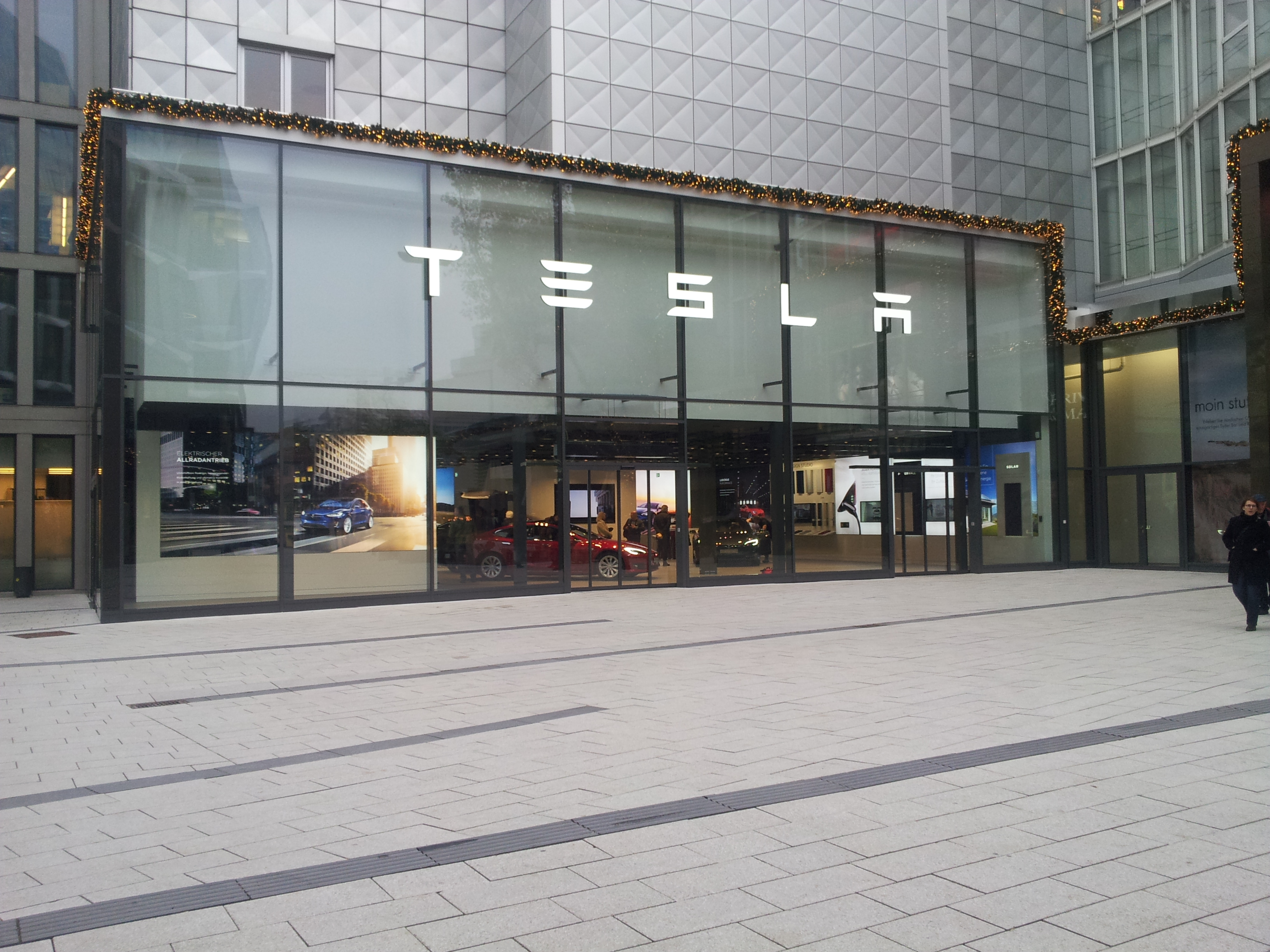
Tesla Motors Stuttgart, Dorotheenplatz

## Strategische Partnerschaften

### Daimler
Ab 2007 arbeitete Tesla mit der Daimler AG zusammen, nachdem Elon Musk die deutschen Firmenchefs von seinem Konzept überzeugt hatte, und diese einen Smart in ein funktionierendes Elektrofahrzeug umbauen ließen. Daraufhin bekam Tesla den Auftrag für die Antriebskomponenten des Smart Fortwo. In London gab es eine Versuchsreihe mit 100 Fahrzeugen mit Tesla-Antrieben. Tesla produzierte Batteriepakete und Antriebsstränge für über 2000 Elektrosmarts. Für die Massenproduktion des Elektrosmarts setzte Daimler auf eine Batterie der Deutschen ACCUmotive und einen E-Antrieb von EM-motive. Tesla produziert das Batteriepaket und den Antriebsstrang für die B-Klasse Electric Drive, die 2014 auf den Markt kam.
Im Mai 2009 hatte Daimler 9,1 % der Anteile an Tesla übernommen, wobei 40 % hiervon (ca. 3,64 %) bereits im Juli 2009 wieder abgestoßen wurden. Durch die mit dem Börsengang von Tesla verbundenen Kapitalerhöhungen betrug der Aktienanteil von Daimler zuletzt 4 %. 2014 trennte man sich von diesen Anteilen. Im März 2016 gab Daimler bekannt, dass derzeit keine Folgeprojekte mit Tesla geplant seien. Im Sommer 2017 testete Daimler ein Tesla-Fahrzeug ohne Vertragsgrundlage.

### Toyota
Seit Mai 2010 bestand eine Kooperation zwischen Tesla und Toyota, die mit dem Verkauf der NUMMI-Fabrik an Tesla begann. Weitere finanzielle Unterstützung des Großunternehmens war konditionalisiert, abhängig von gemeinsamen Projekten. Neben elektrischen Antriebssträngen sollten auch Fahrzeuge und weitere Komponenten gemeinsam entwickelt werden. Der gemeinsam entwickelte Toyota RAV4 EV kam im September 2012 auf den amerikanischen Markt und wurde bis September 2014 gebaut.

### Panasonic
Ebenfalls 2010 wurde die Partnerschaft mit Panasonic ins Leben gerufen, um die Entwicklung spezieller Lithium-Ionen-Akkus für die Automobilbranche voranzubringen. Dabei hat Panasonic keine Monopolstellung bei Tesla, die Zusammenarbeit zielt eher auf die Forschung und Entwicklung neuer Produkte ab.
Panasonic übernimmt im Auftrag von Tesla die Produktion der Batteriezellen in der Gigafactory 1 in Nevada und der Solarzellen in der Gigafactory 2 in Buffalo. Letztere werden von Tesla zu Solarpanelen und Solarziegeln in derselben Fabrik verbaut.

## Kritik

### Abschneiden bei der TÜV-Hauptuntersuchung
Im TÜV-Report 2022 wurden 9,6 Millionen Datensätze von PKW ausgewertet, deren Hauptuntersuchungen zwischen Juli 2020 und Juni 2021 erfolgten.
Für eine TÜV-Sonderauswertung der vier beliebtesten Elektroautos der vorhergehenden Jahre hat der TÜV etwa 1000 bis 2000 Hauptuntersuchungen dieser Fahrzeuge zusätzlich ausgewertet:
1142 BMW i3,
1939 Renault Zoe
1645 Smart Fortwo Electric Drive
  812 Tesla Model S
Die TÜV-Sonderauswertung ist damit die erste Auswertung des TÜVs zu Elektroautos überhaupt.
Mit einer Mängelquote von 10,7 Prozent fiel dabei jeder zehnte Tesla Model S durch die allererste Hauptuntersuchung und
daher würde das Modell im letzten Drittel der 128 Verbrenner des TÜV Reports 2022 landen, nur vor Dacia Duster und Dacia Logan. Der ADAC nennt für Verbrenner-Fahrzeuge dieser Altersgruppe einen durchschnittlichen Anteil von 4,7 Prozent für Fahrzeuge mit erheblichen Mängeln. Neben Mängeln am Nebellicht und am Abblendlicht machen dem Model S bei der HU vor allem Probleme mit den Querlenkern zu schaffen.
Im TÜV-Report 2024 schneidet das Tesla Model 3 unter den zwei bis drei Jahre alten Fahrzeugen mit einer Mängelquote von 14,7 Prozent am schlechtesten ab. Die drei schlechtesten Elektro-Modelle sind Tesla Model 3 (14,7 Prozent), Dacia Logan (11,4 Prozent) und Seat Alhambra (10,3 Prozent), der VW e-Golf ist mit einer Mängelquote von 2,6 Prozent der beste Kompaktwagen, der Renault Zoe rangiert mit 5,1 Prozent im gehobenen Mittelfeld. 4,3 % der geprüften Tesla Model 3 hatten Mängel am Abblendlicht, 3 % an der Achsaufhängung. Tesla verlangt in den Garantiebedingungen keine regelmäßige Wartung in der Werkstatt, was laut TÜV dazu führt, dass Probleme erst bei der Hauptuntersuchung auffallen und diese somit in den TÜV-Report einfließen. Regelmäßige Wartungen würden laut TÜV Abhilfe schaffen.

### CO2-Ausstoß
Eine schwedische Studie aus dem Jahr 2017 kam zum Ergebnis, dass bei der Herstellung pro Kilowattstunde Kapazität von Lithium-Ionen-Autobatterien etwa 150 bis 200 kg Kohlendioxid-Äquivalente entstünden. Manche Medien leiteten aus dieser Studie ab, dass ein Fahrzeug mit fossilem Brennstoffantrieb mehr als acht Jahre lang fahren müsste, bis es auf die gleiche Umweltbelastung wie ein Tesla Model S mit 100 kWh Batteriekapazität käme. Firmenchef Musk wies diesen Vorwurf jedoch in einer Äußerung bei Twitter zurück. Er begründete dies mit der vollständigen Versorgung der Gigafactory in Nevada mit erneuerbaren Energien. An der entwickelten Medien-Hypothese ist zu bemängeln, dass beim Verbrenner nicht die gesamte Wertschöpfungskette betrachtet wurde. So wurde hier lediglich der CO2-Ausstoß am Auspuff einbezogen. Um einen geeigneten Vergleich ziehen zu können, müssten auch Förderung und Raffinierung des Rohöls zu Treibstoff, die Produktion der zusätzlichen Bauteile und Verschleißteile eines Verbrennungsmotors sowie die erforderlichen Ölwechsel und volkswirtschaftliche Schäden mit in die Berechnung einbezogen werden.
Die verzerrte Darstellung wurde anschließend als inhaltlich unzutreffend und irreführend beschrieben. Viele Angaben der Journalisten waren in der Studie gar nicht enthalten. Selbst die Autoren der Schweden-Studie erklärten in einer Pressemitteilung, dass die Studie vielfach falsch zitiert würde. Die Studie mache lediglich eine Angabe von 150 bis 200 kg CO2 pro kWh Akkukapazität, was aber ein aktueller Durchschnittswert sei. Dieser lasse sich leicht reduzieren, zum Beispiel durch vermehrten Einsatz erneuerbarer Energien bei der Akkuproduktion. Vergleiche mit Autos mit Verbrennungsmotor seien in der Studie nicht enthalten. Ende 2019 publizierten sie eine aktualisierte Version der Studie auf Basis neuer Literatur. In dieser Studie korrigierten sie ihre 2017 gemachten Angaben auf etwa die Hälfte der ursprünglichen Werte nach unten. Demnach beträgt der CO2-Ausstoß bei der Herstellung des am häufigsten verwendeten NMC-Typs etwa 61 bis 106 kg CO2-Äquivalente.
Positiv bewertet wird ein Tesla beispielsweise von Wissenschaftlern des Massachusetts Institute of Technology, die einen Vergleich für das Manager Magazin durchgeführt haben. Demnach macht der Tesla den deutlich höheren CO2-Ausstoß bei seiner Herstellung im Vergleich zu einem Verbrenner im Laufe der Zeit mehr als wett. Diese Studie geht dabei allerdings von einem wesentlich niedrigeren CO2-Ausstoß bei der Batterieproduktion aus als die schwedische Studie.

### Arbeitsbedingungen
Angestellte beschreiben die Arbeit bei Tesla als stressig und sinnvoll. 2016 waren 20 % der Mitarbeiter weiblich, das durchschnittliche Alter lag bei 30 Jahren. 2016 lag die Verletzungsrate (Anzahl der Verletzungen pro 200.000 Arbeitsstunden) laut der Arbeitersicherheitsorganisation Worksafe bei 8,1 und somit 31 % höher als der Industriestandard. Im ersten Quartal 2017 konnte sie laut Teslas eigenen Angaben unter anderem durch die Einführung einer dritten Schicht auf 4,6 gesenkt werden, was 32 % besser ist als der Industriestandard von 6,7. Nach Aussagen der US-Automobilgewerkschaft liegt das Einstiegsgehalt für Fabrikarbeiter bei 18 US-Dollar pro Stunde; der landesweite Durchschnittslohn in der Branche (nicht nur das Einstiegsgehalt) liegt bei 25,58 US-Dollar pro Stunde.
Während der Corona-Krise wurden von kalifornischen Behörden Produktionsstopps und Ausgehbeschränkungen bis Ende Mai 2020 verfügt. Diesen Auflagen widersetzte sich Musk und ließ die Tesla-Produktion in Kalifornien trotz Verbots am 12. Mai wieder anlaufen.
Tesla ist in den USA im März 2021 behördlich zur Löschung eines umstrittenen Tweets von Unternehmenschef Elon Musk aufgefordert worden. Darin hatte Musk Tesla-Arbeitern mit finanziellen Konsequenzen gedroht, wenn sie sich in der Gewerkschaft United Auto Workers engagieren. Die Arbeitnehmerschutz-Behörde National Labor Relations Board (NLRB) verlangte, dass eine gewerkschaftskritische Kurznachricht gelöscht wird. Außerdem darf Tesla nicht mehr damit drohen, Mitarbeitern keine Vorteile mehr zu gewähren, wenn diese eine Gewerkschaft unterstützen. Außerdem muss Tesla einen Mitarbeiter, der sich für die Gründung einer Gewerkschaft eingesetzt hatte, für jegliche Einkommensverluste entschädigen und anbieten, ihn wieder einzustellen. Außerdem verfügte die NLRB, dass Tesla im US-Werk in Fremont Informationsveranstaltungen für Beschäftigte abhalten müsse, in denen es um die Rechte der Arbeitnehmer geht.
Eine Gewerkschafterin berichtet im Juni 2022 über das Tesla Werk Grünheide, „… dass immer öfter Leute Tesla wieder verlassen und zum Teil zu ihren alten Arbeitgebern zurückgehen …“. Aufgrund der Mitarbeiter-Unzufriedenheit und der ungleichen Löhne, „… bei gleicher Arbeit und Qualifikation …“. Des Weiteren würde aufgrund Teslas unternehmerischen Rekrutierungszielvorstellungen „… den Druck auf die vorhandenen Arbeitskräfte [erhöhen] und die Stimmung …“ drücken. Außerdem kritisiert die Gewerkschafterin: „… Ohne einen Tarifvertrag wird die Tesla-Belegschaft immer unter dem Entgeltniveau anderer Automobilunternehmen zurückbleiben …“.
Es wurden auch mehrere Klagen gegen das Unternehmen wegen Rassismusvorwürfen in Zusammenhang mit dessen Werk in Fremont erhoben. Tesla wurde vorgeworfen, die Vorwürfe ignoriert zu haben, und Musk wurde vorgeworfen, Arbeiter, die Opfer von Rassismus gewesen seien, aufgefordert zu haben, „dickfellig“ damit umzugehen.
Weitere Kritik galt dem Bezug von Batterierohstoffen, die mit Kinderarbeit in Bergwerken gewonnen würden.

### Pannen mit dem Autopiloten
Am 7. Mai 2016 ereignete sich in Florida ein tödlicher Unfall, bei dem ein entgegenkommender Sattelzug ordnungswidrig links abbog und weder Fahrer noch Assistenzsystem den weißen Auflieger gegen den hellen Himmel erkannten. Tesla betonte, die Autopilot-Funktion mache das Fahrzeug nicht zum selbstfahrenden Fahrzeug. Fahrer müssen stets die Kontrolle über das Fahrzeug behalten. Eine Untersuchung der NHTSA bemängelte die unzureichende Aufklärung des Kunden über die Fähigkeiten des Autopiloten. Sie kam anfangs zu dem Ergebnis, dass die Unfallrate von Teslas seit der Einführung des Autopiloten und des Notbremsassistenten um 40 % gesunken sei. Diese Angabe erwies sich nach unabhängiger Überprüfung als verfälscht.
Es kam mit dem Autopiloten und dem Notbremsassistenten nicht zu 40 % weniger, sondern zu 59 % mehr Airbag-Auslösungen.
Auch 2021 wurden zwei schwere Unfälle in den USA bekannt. Vor diesem Hintergrund wurde der Verzicht auf die Radarsensorik 2021 zunächst bei den Model-3- und Model-Y-Fahrzeugen für den nordamerikanischen Markt kritisiert, wobei Tesla im Verlauf des Jahres von der NTSB wieder entlastet wurde, die den Unfall und Speicher des Fahrzeugs rekonstruieren konnte.
2021 warnte die Beta-Version des Full Self-Driving (FSD) Modus den Tesla Fahrer mit dem Text „Die Software kann zum ungünstigsten Zeitpunkt das Falsche tun, also müssen Sie immer Ihre Hände am Lenkrad behalten und besonders auf die Straße achten.“
Im Oktober 2023 entschied ein US-Geschworenengericht, dass der Autopilot nicht für einen tödlichen Unfall im Jahr 2019 verantwortlich war.

### Phantombremsungen
Im Februar 2022 hat die NHTSA nach 354 Beschwerden von Kunden für eine Gruppe von etwa 416.000 Tesla-Fahrzeugen eine Untersuchung von Phantombremsungen bei Autobahngeschwindigkeit eingeleitet.
Die Beschwerden beschreiben eine schnelle Verzögerung, die wiederholt ohne Vorwarnung und scheinbar willkürlich auftreten kann.
Ein Besitzer eines 2021 Tesla Model Y meldete der NHTSA eine abrupte Bremsung von 80 mph (129 km/h) auf 69 mph (111 km/h) in weniger als einer Sekunde.

### Überwachung
Am 18. September 2020 erhielt Tesla den Negativpreis BigBrotherAward „dafür, dass sie Autos verkauft, die ihre Insassen und die Umgebung des Autos umfassend und langfristig überwachen. Die erhobenen Daten werden permanent ausgewertet und können für beliebige Zwecke weiter genutzt werden.“ Nach Einschätzung der Jury verstoßen Tesla-Fahrzeuge ab Werk gegen die Datenschutz-Grundverordnung und dürften darum nicht in der EU verkauft werden. Besitzer eines Tesla dürften demnach Personen erst nach einer Datenschutzbelehrung ans Steuer lassen oder mitnehmen. Tesla-Autos seien „Überwachungsanlagen auf vier Rädern“, denn: „Die hippen Autos aus Kalifornien haben Sensoren für praktisch alles, was mit dem, in dem und um das Auto herum passiert.“ Im Juni 2022 wurde bekannt, dass die Behörden des chinesischen Küstenortes Beidaihe ein mehrwöchiges Fahrverbot für Tesla-Autos verhängt haben. Hintergrund waren die Kameras, die serienmäßig in den Autos von Tesla verbaut sind. Sie wurden von den chinesischen Sicherheitsbehörden als mögliches Sicherheitsrisiko gesehen. Auch die Berliner Polizeibehörde verbot die Nutzung von Tesla-Fahrzeugen für bestimmte Bereiche.
Möglicherweise haben Kameraaufnahmen eines Teslas zur Klärung eines tödlichen Fahrradunfalls am 31. Oktober 2022 auf der Bundesallee in Berlin beigetragen. Bei dem Unfall starb die 44-jährige Radfahrerin, nachdem sie von einem LKW überrollt worden war.

### Lohnpolitik und Arbeitskämpfe
Im Oktober 2023 traten Tesla-Mechaniker in Schweden in den Streik, da der Konzern auch nach fünfjährigen Forderungen seitens der Gewerkschaft IF Metall keinen Tarifvertrag abschließen wollte. Dem schlossen sich Beschäftigte aus anderen Branchen wie Dockarbeiter und Reinigungskräfte an. Ende 2023 beteiligten sich außerdem Beschäftigte aus Dänemark, Norwegen und Finnland. Im Frühjahr 2025 verkaufte Folksam aufgrund der Haltung des Konzerns seine Tesla-Aktien. Der Streik hielt noch im Mai 2025 an und ist damit der längste der schwedischen Geschichte.

## Fahrzeugauslieferungen

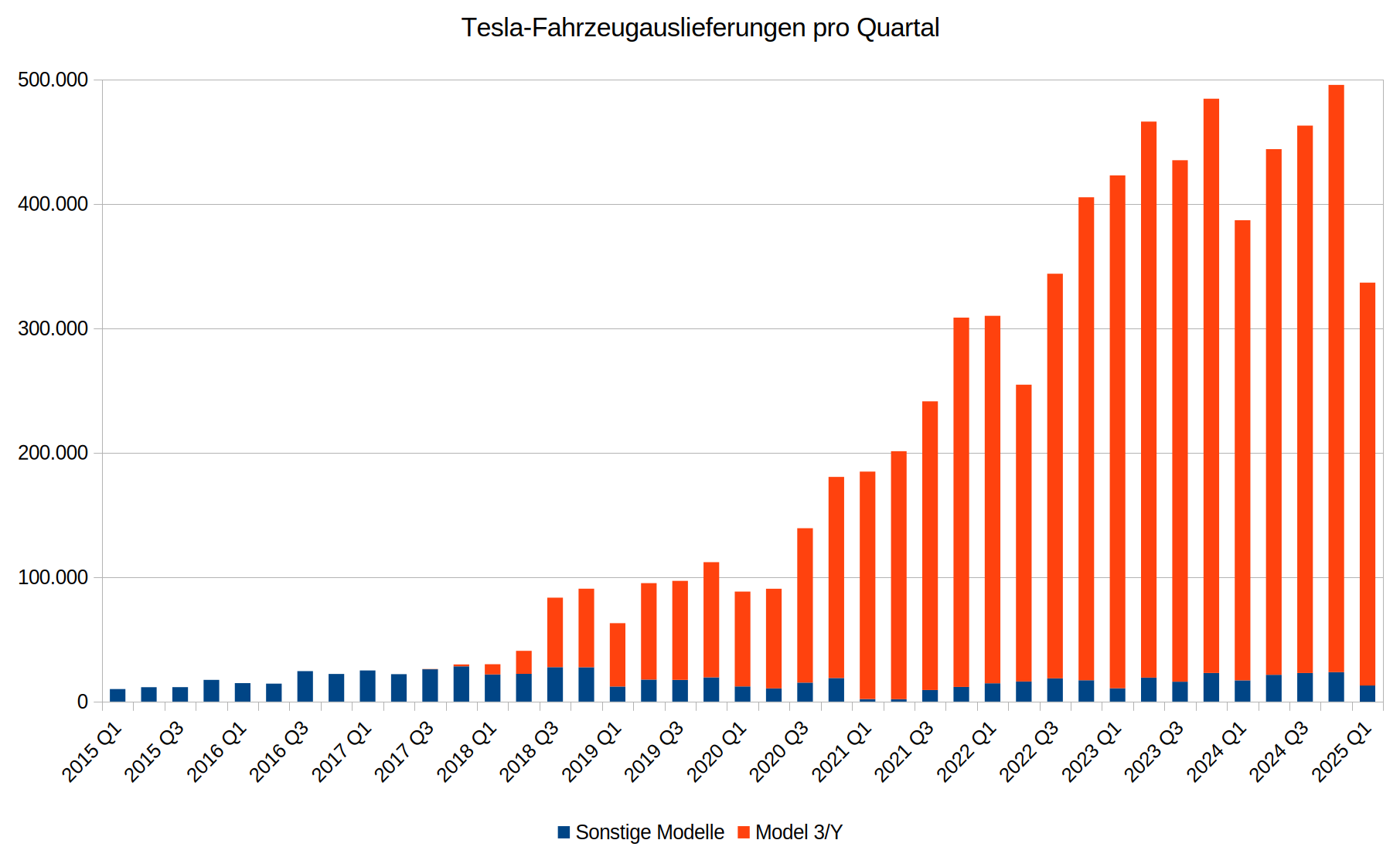
Entwicklung der Auslieferungen

Im Jahr 2023 lieferte Tesla weltweit 1,81 Millionen Fahrzeuge aus. 2024 waren es 1,79 Millionen Fahrzeuge.
Die Zahl der ausgelieferten Fahrzeuge entwickelte sich wie folgt:
| Quartal | Model 3/Y | Sonstige Modelle | Gesamt  | Quelle  |
| ------- | --------- | ---------------- | ------- | ------- |
| 2015 Q1 | –         | 10.030           | 10.030  | [ 312 ] |
| 2015 Q2 | –         | 11.507           | 11.507  | [ 313 ] |
| 2015 Q3 | –         | 11.580           | 11.580  | [ 314 ] |
| 2015 Q4 | –         | 17.400           | 17.400  | [ 315 ] |
| 2016 Q1 | –         | 14.820           | 14.820  | [ 316 ] |
| 2016 Q2 | –         | 14.370           | 14.370  | [ 317 ] |
| 2016 Q3 | –         | 24.500           | 24.500  | [ 318 ] |
| 2016 Q4 | –         | 22.200           | 22.200  | [ 319 ] |
| 2017 Q1 | –         | 25.000           | 25.000  | [ 320 ] |
| 2017 Q2 | –         | 22.000           | 22.000  | [ 321 ] |
| 2017 Q3 | 220       | 25.930           | 26.150  | [ 322 ] |
| 2017 Q4 | 1.550     | 28.320           | 29.870  | [ 323 ] |
| 2018 Q1 | 8.180     | 21.800           | 29.980  | [ 324 ] |
| 2018 Q2 | 18.440    | 22.300           | 40.740  | [ 325 ] |
| 2018 Q3 | 55.840    | 27.660           | 83.500  | [ 326 ] |
| 2018 Q4 | 63.150    | 27.550           | 90.700  | [ 327 ] |
| 2019 Q1 | 50.900    | 12.100           | 63.000  | [ 328 ] |
| 2019 Q2 | 77.550    | 17.650           | 95.200  | [ 329 ] |
| 2019 Q3 | 79.600    | 17.400           | 97.000  | [ 330 ] |
| 2019 Q4 | 92.550    | 19.450           | 112.000 | [ 331 ] |
| 2020 Q1 | 76.200    | 12.200           | 88.400  | [ 332 ] |
| 2020 Q2 | 80.050    | 10.600           | 90.650  | [ 333 ] |
| 2020 Q3 | 124.100   | 15.200           | 139.300 | [ 334 ] |
| 2020 Q4 | 161.650   | 18.920           | 180.570 | [ 335 ] |
| 2021 Q1 | 182.780   | 2.020            | 184.800 | [ 336 ] |
| 2021 Q2 | 199.360   | 1.890            | 201.250 | [ 337 ] |
| 2021 Q3 | 232.025   | 9.275            | 241.300 | [ 338 ] |
| 2021 Q4 | 296.850   | 11.750           | 308.600 | [ 339 ] |
| 2022 Q1 | 295.324   | 14.724           | 310.048 | [ 340 ] |
| 2022 Q2 | 238.533   | 16.162           | 254.695 | [ 341 ] |
| 2022 Q3 | 325.158   | 18.672           | 343.830 | [ 342 ] |
| 2022 Q4 | 388.131   | 17.147           | 405.278 | [ 343 ] |
| 2023 Q1 | 412.180   | 10.695           | 422.875 | [ 344 ] |
| 2023 Q2 | 446.915   | 19.225           | 466.140 | [ 345 ] |
| 2023 Q3 | 419.074   | 15.985           | 435.059 | [ 346 ] |
| 2023 Q4 | 461.538   | 22.969           | 484.507 | [ 347 ] |
| 2024 Q1 | 369.783   | 17.027           | 386.810 | [ 348 ] |
| 2024 Q2 | 422.405   | 21.551           | 443.956 | [ 349 ] |
| 2024 Q3 | 439.975   | 22.915           | 462.890 | [ 350 ] |
| 2024 Q4 | 471.930   | 23.640           | 495.570 | [ 351 ] |
| 2025 Q1 | 323.800   | 12.881           | 336.681 | [ 352 ] |
| 2025 Q2 | 373.728   | 10.394           | 384.122 | [ 353 ] |

Grafische Darstellung der Fahrzeugverkäufe